# ガンダム (架空の兵器)
ガンダム（GUNDAM）は、「ガンダムシリーズ」に登場する架空の兵器。有人操縦式の人型機動兵器「モビルスーツ（MS）」の一つ。初出は、1979年放送のテレビアニメ『機動戦士ガンダム』。
『機動戦士ガンダム』劇中の軍事勢力の一つ「地球連邦軍」が開発した試作機の1機で、主人公「アムロ・レイ」の搭乗機。額のV字型ブレードアンテナと、人間の目を模した双眼式のセンサーカメラが特徴で、ほかのMSに比べ人間に近い形状を持つ。これらの特徴は、以降のシリーズ作品に登場する「ガンダムタイプ」の基本となった。敵対勢力である「ジオン公国軍」のMSの多くを凌駕する性能を持ち、パイロットのアムロの成長と相まって「一年戦争」で伝説的な戦果を上げる。

## 概要
通常、単に「ガンダム」と呼ばれる機体は、アムロの乗る白ベースに青・赤のトリコロールの2号機（型式番号：RX-78-2）を指すが、『機動戦士ガンダム』本放送終了後に展開された商品企画や外伝作品などで、配色や一部仕様が異なる同型機が複数開発されたと設定された（後述）。
一年戦争におけるガンダムの活躍は、連邦軍にとって希望の象徴、ジオン公国軍にとって恐怖の対象だった。結果として名称や頭部の造形などは「ガンダムの持つ魔力」と形容されるほど特別な意味を持つ事となり、いわゆる「ガンダムタイプ」MSの乱発など後のMS開発の方向性にも大きく影響を及ぼしているとされる。

## デザイン
メカニックデザインは大河原邦男が担当。ただしバリエーション機などについては、大河原のデザインをもとにほかのデザイナーが担当している場合もある。
デザインは、大河原が総監督の富野喜幸（現・富野由悠季）の「富野メモ」にあったラフ稿を参考に描いたが、大河原は途中参加だったためにサンライズ側の作品意図やイメージが十分に伝わっていなかった。そこで作画監督の安彦良和が、作品コンセプトの参考にしたSF小説『宇宙の戦士』の表紙カバーや挿絵としてスタジオぬえの宮武一貴が描いたパワードスーツを参考にラフデザインを描いた。しかし「これは主役メカにはならない」ということで却下となり、後にガンキャノンのデザインに転用された。一方、大河原が次に考えた宇宙服を基本としたデザインも主役向きではなかった。そこで大河原が新たにガンダムの原案となる「侍」モチーフのロボットを提案し、これを安彦がクリンナップしてカラーリングにも手を加え、ガンダムのデザインが完成した。大河原の案では顔に「口」が付いていたが、「口はいらないはずだ」という安彦の意見から、マスクをつけたデザインに変更された。
デザインのアイデンティティは、「背中に差したビーム・サーベル」「白が主体の配色」「足首やふくらはぎを設けた人型重視のフォルム」である。サンライズのロボットアニメは伝統的に戦国武将の甲冑や武者人形をモチーフにしており、ガンダムもその流れの中にある。しかしガンダムの場合はより軽快な「足軽」がイメージにあったため、それ以前の作品に比べると装飾があっさりしたものになった。
富野は配色を白一色にしたかったが玩具化した際に他のカラフルな玩具にインパクトで負けるため、現在よく知られるトリコロールの配色になった。それでも、大河原の最初のデザインではカラフルだった配色を安彦が白の印象が強いものに手直しした。白は光を使ったエフェクトと重なると見えにくくなるため、広い面積に塗ることを避けられてきたが、色指定担当の長谷川洋が青を混ぜた「ブルーホワイト」という新色を考え、セル絵具会社の「太陽色彩」へ特別発注した

。安彦自らからセルを塗って確認を行っている現場を見たスタッフが、「白は弱く見えないか」と質問すると、安彦は「それでよい」と答えたという。
またクローバー社から発売された玩具はベースが銀色だったが、富野はアニメでも銀色にしたかったという話もある。当時、現実の戦闘機もジュラルミンの地色のままの銀色のものも多かったので、富野も「塗装してあること自体が不思議じゃないか」と言っていた。そこから、ガンダムがトリコロールに塗られている理由は「試作機なのでデモンストレーションが目立つ色にしたため」という解釈にしようということになった。

## 設定解説
地球連邦軍の技術の粋を集めて作られたMSであり、ジオン公国軍のMS-06F「ザクII」を徹底的に研究し開発された。
RX-77ガンキャノンを経て開発されたガンダムは、重火器を固定装備としたRX-77から兵装・防御システムを最低単位に分離し、対MS戦でザクを凌駕する高機動MSとなっている。ジオン公国軍のMSに単一機種で対抗可能なよう設計され、装甲材はRX-77から引き続きルナチタニウム合金を採用。加えて、特殊樹脂や強化セラミックを充填した三重のハニカム装甲とすることで軽量化の両立にも成功した。完成度の高さは群を抜いており、MS-14ゲルググとともに一年戦争における最高位のMSである。性能面では後の量産型RGM-79ジムを遥かに凌駕する機体だが、その一方で量産化を前提とした設計であるにもかかわらずコストは高額となった。
計8機が生産されたRX-78ガンダムの内、2号機は当初RX-78-1と同仕様だったが、サイド7への搬入後に1号機と共に装甲と駆動系を3号機と同一仕様（RX-78-2）に刷新。また、最新技術であるエネルギーCAPを採用した携行式メガ粒子砲「ビーム・ライフル」の仕様を、固定式ハンドショットガンスタイルから分離式に変更している。こうした背景から、公式には試作機と呼ばれつつも良質の材料と最高の技術で完成されたカスタムメイド機としたほうが正しいともされている。
ロールアウト時の色彩は銀地に白、赤で塗り分けられていたが、サイド7搬入後に銀地を白に変更し、最終テスト時に1、3号機と同じくトリコロールのデモカラーとなった。
なお、RX-78を含むRX機体群は全自動のCAD=CAMシステムが設計と製作を行っており、ザクIIのデータ入手からRX-78-1の完成までわずか半年しかかかっていない。このRX-78-2の設計もRX-78-1仕様の試験データを一からフィードバックしたものではなく、コンピュータによるシミュレーションを元に行われたという説がある。一方のジオン軍はコンピュータを設計の補助にしか利用せず可変生産システム（FMS）に頼っており、これがさらなる差を生む要因となっていた。
RX-78の2号機はサイド7にて実用実験を行った後、ホワイトベースに搭載されアムロ・レイの乗機として活躍。後に2号機はマグネット・コーティング等の処置を受けてRX-78-3と一部同等の仕様に刷新された。この際に型式番号もRX-78-3に改められたとする資料、アムロが3号機（G-3ガンダム）に乗り換えていたとする資料もある。

### 機体構造
頭部
型式/製造番号：H.U-0078A2-60、3.6+、H.U-0078A0 S-000002
メインカメラやアンテナが集約され、カメラのレイアウトは人間の顔を想起させる配置となっている。うち、頭部に一対で採用されるデュアルカメラは照準精度を向上させるためのものとなる。加えて、教育型コンピューターの負担を軽減するコ・プロセッサーも内蔵。また、スーズ社製の79型アンテナや、マツム・ソニック社製の通信システムを備える。TVアニメ第18話では敵基地を偵察するために、右耳辺りから集音デバイスが露出する描写もみられた。
セミ・モノコック構造
主開発参加メーカーはPlaneMetal、八洲軽金属、PlateTechnics。
RX-78のセミ・モノコック構造はコア・ファイター部を中心にして上下に二分割された特徴的なもので、これはルナチタニウム中空フレームと高強度プラスティックの異種融合成型から成る「フレームヒューズドモノコック」とも呼ばれ、十二分の強度と軽量さを実現している。
構造と装甲の区間や手首衝撃吸収部には、ファーダゲール社製の高分子プレート「VROB202232」「VROB202233」（通称：ブロブ）が使用されている。これはコロニーや宇宙艦船に使用された同社製の衝撃緩衝材の軍用発展形と考えられ、装甲を貫通した砲弾や破片の運動エネルギーの吸収に効果があったと推測されている。
フィールドモーター
開発参加メーカーはサムソニ・シム、Sam&SonsMotive、B.O.K.D.A TechnicalLabo、立川電磁工業（判明分のみ）
関節部はIフィールド技術を応用したサムソニ・シム製のフィールドモーターを採用。脚や腕は作動保証のために油圧式とのハイブリッドアクチュエーター「HM-680405-A+」となっている。後にモスク・ハン博士らの手によりフィールドモーターへマグネット・コーティングがなされ、姿勢転換時の時間ロスも軽減された。
『ガンダムミュージアム』の設定では、Sam&SonsMotive.Coがいち早く開発に成功した後「SS-SIM109」「SS-SIM112s」が肩部などのリニアシステムとして採用され、後にサムソニシムモーターとして連邦MSの標準的な仕様にまで成長したとされる。RX-78にはコア・ファイターを内蔵するためにB.O.K.D.A TechnicalLaboや立川電磁工業などが開発したIフィールド応用型リニア・ベルト「LB-53ab」を使用する特殊構造も採用されており、これは磁力換算で推定50～60テスラ以上の強大な駆動力を発生させるものと見られている。
コア・ブロック・システム

FF-X7コアファイターをコクピットモジュールに変形させた状態。当初は単なる脱出カプセルだったが、研究スタッフが航空機開発部門から特別開発部門へ移ったことから多目的戦闘機へ変形する機構が導入された。教育型コンピューターの回収も踏まえて採用されたもので、パイロットが意識不明または死亡した場合でも自動帰還する機能を持つ。RX-75ガンタンクやRX-77ガンキャノンと互換性を有し、各機種への転換や部品交換、修理も容易としている。また、破損により修理・調整が必要となった場合でも、予備のAパーツまたはBパーツに換装することで容易に再出撃が可能となり、コア・ブロックが機能する限り半永久的にMSの戦闘継続が可能となっている。
メインジェネレーターであるタキム社製NC-3型核融合ジェネレーターはコア・ファイターに2基内蔵し、各部のサブジェネレーターと組み合わせることでザクの5倍の出力を発揮する。戦闘機とMS双方の状態に対応するため、コクピットにはロール式のドラムモジュールが採用された。なお本機のボディモジュールの型式コードは「RX-BU-C2」とされる。
『ガンダムミュージアム』の設定では、HighWellHeavyIndustry製の超小型熱核融合炉「MNF3d」を搭載しており、同資料の中で「コア・ジェネレーター・ハイブリッド・システム」と呼称される。機密情報の秘匿やデータの四散消失により数値は推定だが、同時期の融合炉の中でも突出して小型高出力とされ、こちらもザクF型の5倍以上の出力かつ高効率のMHD発電となっている。最大熱出力は19万～32万kW、最大電気出力は15万～25万kW。アーケードゲーム『機動戦士ガンダム スピリッツオブジオン』でのゲーム内設定ではこちらの説を採用している。
ランドセル（バックパック）
型式番号：RR-M-3c
開発メーカーはStarfieldSpaceShipBuild、PinecapeChemicals、WoodLandChassisなど（判明分のみ）
タキム社製NC-5型をサブジェネレーターとして2基内蔵する。これはビーム・サーベルへのエネルギー供給にも用いられる。RX-78の設計段階では、地上での移動力強化のため折り畳み式のウイングが研究されていたが、これは不採用となっている。内蔵のプロペラントはペレットタイプの安定した材質の固形噴射剤を使用し、被弾した際にも誘爆を起こす心配がないと記載した資料も存在する
腰部
各部マウントラッチを有するほか、NC-7型のサブジェネレーターを内蔵する。また、大気圏突入用のフィルターや、冷却噴霧剤もここに装備。宇宙空間の戦闘に耐えるべく冷却ユニットが取り付けられ、大気圏突入も可能とする。これはペガサス級との実験を踏まえて採用されたもので、量産化計画には組み込まれていない。
腕部
型式/製造番号：R&R-M322、Serial000004、AU-0078B6 S-000018
『MG ガンダム』『PG ガンダム』で詳細が設定された汎用アーム。PGの詳細データでは最大作業重量107t、連続作動時間220min、重量6.2t、作動自由度3+3+3DOF。アクチュエーターはリニア式と油圧式の併用。独立制御装置は「AE-8201fx」「AE-M5gs」、独立搭載センサは傾斜計、Gセンサ、6軸センサ、視覚カメラ。補助動力源として「LE-30」を採用。
脚部
型式/製造番号：RX-LU-D1、LU-0078A1 S-000031
『MG ガンダム』『PG ガンダム』で詳細が設定された両脚部ユニットであり歩行システム。姿勢制御用バーニアスラスターやショックアブソーバーのほか、各種センサー、サブカメラ、コントローラー、それらを統合制御するコンピュータも装備している。 PGの詳細データでは最大作業重量306t、連続作動時間185min、重量9.6トン、作動自由度3+2+3DOF。アクチュエーターはリニア式と油圧式の併用。独立制御装置は「AE-8001ei」「AE-1251+」を採用。独立搭載センサーは傾斜計、Gセンサ、6軸センサ、視覚カメラの4種。補助動力源として「NC3MD」「NC7S-3」「LE500」「LE550」を採用。
『ガンダムミュージアム』の設定では、HighWellHeavyIndustry製の小型ガス・インパクト・モーター「GPM-77L-HP」を脚部に重複するように採用しており、コア・ブロックの高圧ガスを補助動力として利用してリニア駆動の上限を超えた火事場の馬鹿力を発揮させる。こちらの後発資料はガス圧式だが上記アクチュエーターに言及されていない。
各部ハッチ
機体各部には点検用のハッチが存在し、整備性が高い。
スラスター
熱核ジェット / ロケットエンジンを採用。大気圏内では空気を取り込み、核融合炉のプラズマで燃焼することによって推進する。
教育型コンピューター
機体は学習機能を備えた非ノイマン型の高性能コンピュータで制御され、特性の異なる機体にも互換性を持たせている。ミノフスキー粒子による超集積回路の機能妨害を回避するための措置であり、光結合回路（G・M・O）が使用されている。これによってパイロットの負担は軽減され、新たな敵や環境に適応する能力を獲得している。これは新たな敵と対峙した場合、コンピュータが自らプログラムを更新するもので、パイロットは攻撃と回避に集中することが可能となった。また、同コンピュータは戦闘データを蓄積・更新し、もっとも適切な戦闘動作をソフト自らが生み出すことさえ可能としている。そのため、戦闘を経るごとに機体は強化され、パイロットの習熟に大幅に寄与した。また、コアファイターにはハービック社製のMSと戦闘機の兼用操縦システムが採用されており、教育型コンピュータはその素早い転換や補助をも担っている。
なおRX-78はサイド7における初戦闘以前に捕虜となったジオン兵によって模擬戦や試験飛行が行われ、それによって得られた動作データが予め入力されていた。ただし、教育型コンピュータはコストが高く、機体が得た戦闘データを回収するため、メイン・コンピュータはコア・ファイター側に搭載されている。
この教育型コンピュータによって得られた実戦データは「FDP」（Flight Data Pack＝航宙データパック）に採用、別パイロットの操縦データや基本動作と共にRGM-79といった量産機に搭載され、連邦軍におけるMSソフトウェア開発に大きく貢献した。また、後続のガンダムNT-1に採用されるAIなどの技術的な礎となっている。
オート・パイロット機能
自動索敵システム。敵MSを捕捉した際に自力で照準まで合わせて撃つ。データの蓄積が十分であれば、機体を自動運転させることも可能。この機能が使用されたのが確認できるのは後述のラスト・シューティングだけである。

### 武装・特殊装備
60mmカートレス3砲身短バルカン（60mm近接防御機関砲）
型式番号：ASG56-B3S.（「ASG56-B3S」「ASG86-B3S IV」など諸説あり）
TOTOカニンガム社製の頭部カートレス機関砲。60mmバルカンと表記されることが多い。
当初は専用の単砲身リニア速射砲を採用予定だったが、頭部サイズが原因の加速帯の不足やガンキャノンとの運用方針の重複の懸念から、既製の「ASG-56B3」の砲身を短縮化し、中・短距離戦闘に符合した兵装として完成した。その代わり射撃精度が低下しているうえ、弾の大径化によって搭載数は約30%減少している。
頭部マガジンの最大装弾数は50発、600発、150発など3通りの説がある。発射速度は毎分640発、地上有効射程は3500m、地上射程は6000m。
ビーム・ライフル
型式番号：XBR-M79-07G
本機の主兵装。ブラッシュ社製。開発担当かは不明ながら型番にボウワ社の名称を記載した資料もある。
エネルギーCAP技術によりメガ粒子砲を携行可能に小型化したモデルで、出力は1.9メガワット。一年戦争当時の戦艦の主砲クラスの威力を誇り、MSを一撃で撃破可能なほどのやや過剰な威力を有する。一説には当時のビーム出力の制御が不安定なため、とりあえず運用可能な最大出力を想定した設定値とも。最大出力約15発でエネルギーを使い果たし、その時には母艦からスペアライフルを受けとる必要があった。可動式センサーの情報はFCSでRX-78本体のセンサー情報と統合処理され、高い命中精度を実現している。オプションでビーム・キャノン（出力5.5メガワット）が用意されていたとする資料もある。
開発は難航したが、その過程でビーム・スプレーガンが生まれている。
ビーム・サーベル
近接斬撃兵装で、ランドセル両側に各1基ずつ装備。柄からビームによる刀身を形成する。出力は0.38メガワット。
ビーム・ジャベリン
ビーム・サーベルのエネルギーコンデンサを作動させ、可変させた状態。ジャベリンとは投げ槍のことである。ビーム・サーベルの柄を延伸させ、先端のビームを三叉槍状にしたもの。投擲武器としても使用された。最初はリミッターが働いて使用できなかった。劇場版には登場しない。
なお、16年後を描いた『機動戦士ガンダムUC』では、ダカールにおけるジオン残党軍との戦闘でビーム・ジャベリンを使用する連邦軍のジムIIIが登場する。形状はガンダムのビーム・サーベルに似た丸型の柄のもの。
ガンダム・シールド
型式番号：RX・M-Sh-008/S-01025
防御用の盾で、盾裏のハンドルをマニピュレーターで把持して使用する。重量は10トン。ガンダム本体の装甲構造を単純化したもので、堅牢さよりも衝撃の拡散と吸収を目的として設計されている。超硬スチール合金を基部とした高密度のセラミック素材をアラミド繊維で挟み、耐弾性を向上させた表面には高分子素材による樹脂が充填され、最表層にはルナチタニウム合金系素材が用いられた三重ハニカム構造となっており、投擲武器としても使用できるほどの堅牢さを誇る。Gファイターの登場以降、これと合体してGアーマーやGブルになる時は右腕にもシールドを装備するため、必要に応じて2枚のシールドを重ねたり分離させたりできる機能が追加されている。
ジムのシールドとは同じものという説と、材質など細かい部分が異なるという説がある。裏面に予備のビーム・サーベル2本とビーム・ライフル1丁を装着できたとも言われる。
ハイパー・バズーカ
型式番号：BLASH・XHB-L03/N-STD
ブラッシュ社が開発した肩掛け式の携帯対艦火器。後部からガス噴射する無反動砲仕様。装弾数は5発で、広域に攻撃できる特性を利用し、多数の相手や艦船に対して効果を発揮する。計画初期には核弾頭の採用も検討されていたが、不採用になったとされる。
口径は資料によって270ミリ、320ミリ、380ミリ、700ミリと一定しない（ただし、設定画には「口径700m/m」との寸法が、弾体には「直径70cm」「全長3.2m」との寸法がそれぞれ記されている）。カラーリングは劇中でグレー一色と、濃淡グレーのツートンカラーの2種類が確認できる（シーンによって入れ替わることもあった）。ア・バオア・クーでの最後の出撃ではハイパー・バズーカを両手に計2丁携行し、背面にシールドとビーム・ライフルをマウントして出撃している。
劇中ではジムがハイパー・バズーカを装備している場面もあるほか、地球連邦軍の生身の歩兵たちが使用する等身大サイズの「バズーカ」はスコープ形状を除き、ハイパー・バズーカと同じ形をしている。ガンダムの母艦「ホワイトベース」にも乗組員の備品として多数が積まれており、ア・バオア・クーでの最終決戦などで使用された。
ガンダム・ハンマー
フレイル型モーニングスター。棘付きの鉄球に振り回せるだけの長さを有するチェーンを接続させた質量兵器である。
ビーム兵器やバズーカが使用できない状況下では有用な装備である。その威力により、テレビ版第5話では一撃でザクを撃破している。劇場版1作目では、命中と同時に棘が爆圧で飛び散ってザクをズタズタにするシーンの原画が描かれていたが、結局はハンマーの登場シーンそのものがカットされた。
OVA『機動戦士ガンダム 第08MS小隊』では、陸戦型ガンダムも装備している。
ゲーム『SDガンダム スカッドハンマーズ』では、ガンダムの武装がさまざまなガンダム・ハンマーのみとなっている。
ハイパー・ハンマー
ガンダム・ハンマーを強化させたもの。鉄球に複数のバーニアを追加し、棘を細かく鋭くした。使用時にバーニアの噴射によって加速させることで威力が増している（碇状のグリップは廃されている）。開発はベルファスト基地とされる。テレビ版第26話でゴッグに対して使用された際には、初撃こそダウンさせたものの二撃目は受け止められてしまったうえ、鎖を引きちぎられている。
スーパー・ナパーム
テレビ版第2話および劇場版第1作にて使用された強力なナパーム弾。広い範囲を焼き払うための装備である。砲口4発を備えた円筒形で、着火にはビーム・ライフルを使用する。サイド7内でザクII部隊の強襲によって散乱したMSの部品のうち、回収しきれなかったものを機密保持のために焼却する際に使用されている。
劇中ではガンダムが腋に抱えほどのサイズで描かれており、それに準じた縮尺で立体化されることもあるが（スーパーHCM Pro版など）、ビーム・ライフルの下部に装着可能なサイズにアレンジされて立体化されることも増えている（マスターグレード ver.2.0版など）。

### 劇中での活躍
試作機にもかかわらず、いきなり実戦に投入され、3か月余りの間に200機以上のMSと15隻以上の艦船、および5機以上のモビルアーマーを撃破するといった戦果を挙げている。
機体のテストと最終調整のため搬入されたサイド7において、ジオン公国軍のMS隊の強襲を受けた際に、偶然にも操縦マニュアルを拾い、成り行きで開いていたコクピットに乗り込んだ民間人の少年アムロ・レイの操縦によって、ザクIIと初のMS同士の戦闘を行った末、勝利した。その後はニュータイプに覚醒するアムロの力もあり、ジオン公国軍兵士から“ジオンの赤い彗星”との対比で「連邦の白いヤツ」と呼ばれ恐れられるほどの戦果を挙げる。劇中でジオン側の人物が連邦の新型MSを「ガンダム」と呼んだのは、第6話でのシャア・アズナブルのモノローグ（「彼がガンダムと戦って死ぬもよし」）が最初であり、第7話でガルマ、第11話でシャアが「ガンダム」という名に言及している。ジオンの一般兵が最初に「ガンダム」と呼んだのは、第17話でコズンがホワイトベースから通信して友軍に情報を送った際である。
一年戦争の最終決戦であるア・バオア・クーの戦いにおいては、固定武装のほか両手にハイパー・バズーカ2挺、腰部にビーム・ライフル、背部にシールドという空前の重武装で出撃。シャアの搭乗するジオングと交戦の結果相討ちになり、大破・放棄される。この際、左腕と頭部を失いながらも仁王立ちとなり、上方を飛ぶジオングの頭部をビーム・ライフルで撃破したシーンは「ラスト・シューティング」と呼ばれ、ポスターなどに多く描かれる有名なシーンとなる。このあとジオングの放った最後の一発により右腕と右脚を破壊され、行動不能になったが、コア・ファイターの分離システムは生きており、アムロがア・バオア・クーからの脱出に使用した。
劇中では、アムロ以外ではセイラ・マスが唯一搭乗している。第16話では無断で出撃するも、コズン・グラハムのザクIIに鹵獲されそうになり、アムロが搭乗するガンキャノンに救われる。第20話のランバ・ラル隊の襲撃の際には、独房入りしているアムロに替わって搭乗、ビーム・ライフルでギーンのザクIIの頭部を破壊して行動不能にしている（直後にアムロと交代）。なお劇場版第2作『哀 戦士編』では、アムロが命令無視でガンタンクで出撃した際にリュウ・ホセイも搭乗している。
アニメ『リング・オブ・ガンダム』では、“アムロの遺産”の一部としてその後の同機が登場する（型式番号：RX-78-2）。一年戦争後に回収・修理され、宇宙世紀のあいだに機能的な部分をアップデートしつつ維持されていた。劇中ではリング・コロニーに保管されていたものをエイジィとユリアが奪取し、“ビューティ・メモリー”と呼応させた。

### 備考
型式番号の由来
この型式番号（RX-78）の由来は、アニメの企画書においてガンダム（ガンキャノンとガンタンクも含む可能性あり）の機体番号あるいは作戦番号を「VX-78」とする記述が存在したことと、第1話の台本でブライト・ノアが「ガンダーX78」と言っていることによる。このセリフは実際には採用されず、テレビシリーズ放映中に他のMSを含め型式番号が設定されることはなかったが、劇場版第一作の公開前に「RX-78」という型式番号が付けられた。これを提案したのは、当時ラポートのアニメ雑誌「アニメック」の編集長で、富野由悠季と懇意だった小牧雅伸。テレビ版に登場した兵器の型式番号の多くは彼が「アニメック」誌上でつけたものである。
生産数の変遷
テレビ版および劇場版ではガンダムは1機しか登場していないが、テレビ版第2話ではホワイトベースに搬入しきれなかったガンダムの部品（アムロは「3機分ぐらいは（ある）」と述べている）をスーパーナパームで焼き払う描写があり、これらを組み上げていれば複数のガンダムが存在していたことになる。テレビ放送中に刊行された小説版では、ペガサス（ホワイトベース）はサイド7でガンダムとガンキャノンを3機ずつ受領する予定になっており（結果的にはガンダム1機とガンキャノン2機のみ搭載）、複数機の存在が明確化された。1981年に発行された書籍『ガンダムセンチュリー』にて総計8機設定となり、1983年の『MSV』設定資料にてその設定が継承され、1号機と3号機が登場。1990年の『M-MSV』にて4号機から7号機までの改修状態が設定された。
未使用案
劇中で使われることなくボツとなった設定として、ウイングがある。これは、ガンダムに自力飛行能力を持たせるための装備であった。用意された設定画では3重の蛇腹状になった折りたたみ式の構造で、背部ランドセルの両側面から生えるような形で装備される。

## バリエーション
劇場版第2作公開後に発行された書籍『ガンダムセンチュリー』では、RX-78は総計8機が生産され、アムロが搭乗した機体は2号機であると設定された。その後のメカニックデザイン企画『モビルスーツバリエーション（MSV）』でも総計8機の設定を継承し、1号機（準備稿をモチーフとしたプロトタイプガンダム）と3号機（小説版に登場したG-3ガンダム）が登場している。
ガンダムの型式番号「RX-78-○」の末尾の数字と「○号機」は基本的に一致しており、型式番号の末尾は「製造番号」と認識されることも多いが、『機動戦士ガンダム 公式百科事典 GUNDAM OFFICIALS』ではこれを否定しており、末尾の数字は「仕様」を意味するとしている（例として、「RX-77-2」の型式番号をもつガンキャノンが複数機存在していることを挙げている）。
『MSV』の設定では4号機から8号機は素体のままジムの母体になったとされ、そのうち4号機と5号機が改修を受け、強襲揚陸艦「サラブレッド」に搭載された（これに関する正式な資料はない）としている。その後、1990年にバンダイ発行の雑誌『SD CLUB』で連載された「モビルスーツコレクション 大河原邦男MS最新設定集」（のちの『M-MSV』）で4号機から7号機に新たな設定が加えられ、それぞれRX-78-4からRX-78-7の型式番号が付けられた。8号機については『MSV』以外の設定はない。
2011年発行の書籍『マスターアーカイブ モビルスーツ RX-78 ガンダム』では、1号機から3号機を「ファーストロット」、4号機から8号機を「セカンドロット」と区分している。

### プロトタイプガンダム
『MSV』で設定された。RX-78 ガンダムの最初期の仕様で、特に1号機を指すことが多いが、アムロの乗った2号機も当初はこの仕様だったとされる。ファーストロットと区分されることもある。『MSV』の続編である『MSV-R』で、顔面の形状が異なる「プロトタイプガンダム（ロールアウトタイプ1）」が新たに設定された。
設定の経緯
テレビ版のオフィシャル企画書用のガンダムの準決定稿を「試作型」として設定に取り込んだものである。1981年発行のムック『HOW TO BUILD GUNDAM』でストリームベースの小田雅弘が「初期開発型」として模型作例を発表（塗装も準決定稿のもの）、同時期に『TV版 機動戦士ガンダム ストーリーブック3』で大河原邦男によるカラー画稿も「ガンダム試作タイプ」として発表されている（ただし、後者の顔面は決定稿のもの）。なお、テレビ版第1話でアムロが拾ったガンダムのマニュアルに描かれた図版は準決定稿をもとにされている。
背面画稿は『MSV』で大河原邦男によって新規に描き起こされた。また、準決定稿が「標準装備機」としてそのまま掲載されたこともある。
「ロールアウトタイプ1」で初めて、準決定稿の顔面が正式に設定に取り入れられた。準決定稿はマスクから「鼻」が露出したようなデザインとなっているが、これより前のデザインはマスクもなく口もあった。しかし、安彦が大河原から上がってきたデザインに「18メートルもあるものに口が付いているのはおかしい」「（今回の企画に）口はいらないはずだ。むしろあっては困る」と注文を付け、このようなマスクを付けることになった。
設定解説
資材調達・調整はルナツー、FCSやアビオニクスの開発はオーガスタ基地、全体試作や実働試験はジャブローでおこなわれる。本機は徹底した軽量化が図られるとともに、宇宙空間での戦闘に耐えられるよう腰部と膝に冷却ユニットが設けられ、大気圏突入のための耐熱フィールド・システムも装備されている。また、足首アーマーにはスリット状の姿勢制御バーニアが複数設置されている。
ジャブローでのロールアウト時の塗装は1号機が黒と銀（「G-1ホワイト」とも言われる）を基調に一部赤、2号機が1号機の黒の部分を白で塗り分けられている。その後1号機は宇宙空間で3日間のテストがおこなわれるが、このときの1号機は顔面が異なる「ロールアウトタイプ1」で、ビーム・ライフルは改修後のものを使用している。しかしジェネレーター出力が安定せず、想定していたビーム・ライフルの高出力での使用に耐えられていない。鹵獲したザクII F型とセイバーフィッシュ2機を仮想敵機とした模擬戦闘の際には、ペイント弾使用のためザク・マシンガンを携行している。
テスト終了後はサイド7に移送され、1号機は白・青・赤のトリコロール、2号機は1号機の塗り分けに倣えば銀（のちに白）・赤・赤に塗り替えられている。その後、ビーム・ライフルに対応する一部仕様変更がおこなわれ、「無駄の整理」が図られるとともにRX-78-2に改修されるが、塗装に変更はない。しかしのちに3号機も含めて塗装が統一されている。
本仕様のコア・ブロックとしてプロトタイプ・コア・ファイター1号機が試験運用されるが、まもなく完成したコア・ファイターに換装されている。
1号機はサイド7へのジオン公国軍の奇襲により破壊されたとする説もあるが、運用試験のあとの記録がなく真相は不明とされる。
おもな武装
ビーム・ライフル
型式番号：(XBR-)M79-04G
専用のハンド・ショットガン・スタイルのビーム・ライフル。当初は使用時に前腕に一体化することが試みられ、ライフル後端にストラップと、両前腕にそれを固定するための凹みが設けられるが、のちにライフルのボルト部の改修とともにストラップは廃止されている。右腰または左腰にはこのライフルを収納するためのスライド展開式ホルスターが装備されている。しかしこのスタイルの評価は芳しくなく、RX-78-2では変更されている。
作中での活躍
アーケードゲーム『機動戦士SDガンダム サイコサラマンダーの脅威』、スーパーファミコン用ゲーム『SD機動戦士ガンダム V作戦始動』およびアーケードゲーム『機動戦士ガンダム (対戦型格闘ゲーム)』では2Pカラーとして白と赤を基調とした機体（上記の、サイド7移送直後の2号機の塗装とほぼ一致する）が登場する。ただし、プロトタイプガンダムとして判別できるのは『V作戦始動』の箱絵のみで、ゲーム中のグラフィックはいずれも1P (RX-78-2) の色替えである。また、対戦型格闘ゲームでのパイロットはセイラ・マスである。
アーケードゲーム『機動戦士ガンダム 戦場の絆』では、「軽量化を施され、格闘戦に適したタイプ」という設定になっており、メイン武装はガンダム・ハンマー（支給によりハイパー・ハンマー、ビーム・ライフルやビーム・ジャベリンも装備可能）である。
アーケードゲーム『機動戦士ガンダム スピリッツオブジオン』ではステージ1および3のボスキャラクターとして登場。ジャブロー降下作戦で基地内に侵入した敵機迎撃のためにファレル・イーハ中尉が独断で出撃する。ソロモン攻略戦ではタカシ・キタモト大尉のフルアーマーガンダムの素体になっている。ただし、同作品は「架空戦記」であるともいわれる。

#### X-78
『MSV』で文字設定のみ掲載。連邦軍のMS開発系統図で、ガンキャノン初期型とプロトタイプガンダムの中間に位置する。ガンダムの原型機とされる以外は詳細不明。なお、原型機の試作に至るまで数十回の設計変更がおこなわれている。
『ガンダムマガジン』No.1掲載の細井雄二の漫画「RX-78誕生秘話」にも、ガンダムの「ひな形」と呼ばれる機体が登場する。開発者はテム・レイで、大きさがザクの半分程度しかなく、外観もガンダムとはかなり異なる。ジオン公国軍から鹵獲したザクの頭部をビーム・ガンの一撃で破壊するが、連邦軍のMSパイロットの育成が遅れており、乗りこなせずに射撃の反動で倒れてしまう。

#### RX-78プロトタイプ
『ガンダムセンチュリー』に登場。まだ「ガンダム」という名称が付けられる以前の仕様とされる。宮武一貴のイラストによれば、シンプルな下半身はほぼジムそのもので、額のV字アンテナがなく、代わりに側頭部から2本のアンテナが伸びている。
設定解説
コア・ブロック・システムはこの時点で導入されている。1号機の2週間後に2号機が完成し、ともに走行・戦闘テストが繰り返されている。
しかし、完成したビーム・ライフルのエネルギーCAPの消費電力が予定より3割ほど高くなったため、低出力のビーム・スプレーガンの開発を進める一方で、8機のプロトタイプのうち2機がルナツーで熱核反応炉を強化されている。これにともない、腰回りに出力強化用の補助システム、膝に冷却ユニットが装備されるといった仕様変更がおこなわれている。
模型雑誌「電撃ホビーマガジン」掲載の1999年の企画「ソロモンエクスプレス」では、本仕様をもとにした「RX-78-1号機プロトタイプガンダム」が登場する。また、『マスターアーカイブ』では本仕様を基本に、前腕と足首アーマーが『MSV』版プロトタイプガンダムと同様の機体をRX-78-1の「ロールアウト時」、または「仕様策定前」としている。なお同書では、この仕様でロールアウトしたのは1号機のみとしている。
『MSV』における仕様分類
『MSV』ではガンダムの仕様を「初期試作型」、「中間武装型」、「後期試作型」の3つに分類している。このうち初期試作型は「素体」とされ、各種冷却システムを装備しておらず、4号機以降もこの仕様とされることから、上記『ガンダムセンチュリー』版プロトタイプとの共通点が多い。
中間武装型については、名称以外の設定はない。後期試作型は「3号機仕様」とされるが、『MSV』では3号機の型式番号は一貫して「RX-78-2」とされている。なお、『GUNDAM OFFICIALS』では、これら3つの分類は4号機以降の機体に対してのみのものであると解釈している。

### G-3ガンダム
『MSV』で設定された。ガンダムの3番目の仕様で、特に3号機を指すことが多い。ファーストロットと区分されることもある。「G-3ガンダム」の名称は無線コードネームによるとされる。
設定の経緯
テレビ版とは設定が異なる小説版『機動戦士ガンダム』に登場する、ララァ・スンのエルメスとの戦いで乗機のガンダムを失ったアムロ・レイに与えられた機体が原典で、「G3」または「ガンダム」と呼ばれる。マグネット・コーティングが施され、深いグレーに塗られている。なお、同作品ではいずれの機体も何号機であるかは言及されていない。『MSV』では先述したように「アムロ少尉が乗り換えたとする説も強い」として小説版の設定もぼかした形で取り入れている。なお小説版では、ルロイ・ギリアムの搭乗するリック・ドムのビーム・バズーカでコクピットを貫かれ撃破されている。
『MSV』におけるG-3ガンダムの型式番号はRX-78-2であり、RX-78-3の初出は1989年に刊行された『ENTERTAINMENT BIBLE』シリーズである。それ以前には「RX-78-G3 グレーガンダム」と表記する資料もあった。
設定解説
3号機は当初よりRX-78-2仕様であり、1号機と2号機に遅れてサイド7に搬入されている。塗装は当時の1号機と同様のトリコロール。ジオン公国軍のサイド7奇襲のその後については、2号機の補修用パーツ供給機としてホワイトベースに搭載されるが、オデッサ作戦に前後して回収され、オーガスタ研究所に移送されたとする説やサイド7で小破するが回収されルナツーに移送されたとする説、外周哨戒中の連邦軍艦隊によってサイド7からRXシリーズの部品・部材がすべて回収され、その中のガンダムの余剰パーツから組み上げられ復元されたとする説がある。前者の説ではガンダムNT-1とデータの互換・補完がおこなわれた後に宇宙へ上げられたとされる。
その後、ニュータイプの実戦投入を目指し、最新技術を導入した同型改修機として性能向上が図られる。2号機の雛形あるいはテストベッドとして、マグネット・コーティングが星一号作戦の際にほどこされる。さらに熱核反応炉用のレーザー加速器も新型のものに交換され、2号機の2倍の運動性能を得ることとなる。併せて、性能のバランスを考慮してスラスターも強化されている。教育型コンピューターも新型のものを搭載。これらの改修により、3号機の型式番号はRX-78-3に改められている。また、この頃にはグレーを基調に塗装されているが、資料によっていくつかのパターンが確認でき、現在では一部を薄紫で塗られたパターンが一般的によく知られている。これらの相違は、改修中のカラーリング変更といわれている。
劇中での活躍
『マスターアーカイブ』では、ルナツーでの稼働試験のため宇宙に上げられた際、友軍とともに衛星軌道上に待ち受けるジオン公国軍の艦隊を突破したとされる。
アトラクション『GUNDAM THE RIDE』では、ペガサス級強襲揚陸艦「ブランリヴァル」に搭載されている（外観はいわゆる「Ver.Ka」である）が、民間人を載せたランチを伴った「ジャック・ザ・ハロウィン」隊のジムの着艦時の事故に巻き込まれ破損している。なお、コア・ブロックの塗装は本体に準じている。
ゲーム『機動戦士ガンダム 逆襲のシャア』ではセイラが本機に搭乗してくる。
OVA『GUNDAM EVOLVE../11』では、一年戦争が終結して9日後のア・バオア・クーに、Gファイターに収納されGアーマーとなって残敵掃討に投入されている。分離してGブルとなってア・バオア・クーの地表に降り立ち、メガ粒子砲で穴を開けてボール部隊に内部への進入口を作っている。コア・ブロックは通常の塗装。
漫画『機動戦士ガンダム C.D.A. 若き彗星の肖像』では、一年戦争後に在ジオン共和国駐留連邦宇宙軍のペガサス級強襲揚陸艦「ホワイトベースII」に搭載されている。サイド3・11バンチコロニーからジオン残党軍にMSを移送する計画を阻止するために出撃するが、正規のパイロットが負傷しており、急遽ジョルジョ・ミゲルが搭乗する。カムジの搭乗する高機動型ザクIIと交戦するが、翻弄され行動不能にされる。
『ガンダムジェネレーション3』掲載の海明寺裕の漫画「鋼鉄の処女」では、宇宙世紀0079年11月頃にドイツ南部のバーデン・バーデン連邦軍基地に「G-3」が配備されている。ただし頭部とランドセル以外の外観はジム・コマンドと同形で、頭部も口元のスリットがない。ジオン穏健派の要人救出のために同基地を襲撃する「鋼鉄の処女」隊と交戦し、奪われたビーム・サーベルでコクピットを貫かれ小破、パイロットは直前に脱出している。
漫画『Gの影忍』に登場する、主人公リョウガの搭乗する「Gの影忍」と呼ばれるMSもG-3ガンダムを改造したものであるとされている。MS忍者ヒュウガが連邦軍より奪取しデギン公王に献上、下賜される形で乗機としたあと、リョウガへ受け継がれたとされる。機動性を増す為に外装を一部簡略化し、ビーム・サーベル二本を腰部にマウント。心眼センサーを内蔵している。その他、手裏剣や粉末を用いてのミノフスキー粒子隠れの術、大気圏突入イズナ落しなどの忍法を使用。シャアの反乱時には核融合炉の老朽化が進んでいる。
『マスターグレード RX-78-3 G-3ガンダム ver.2.0』の説明書では、上記の外伝漫画の設定の一部も「巷に流布する異説」として取り上げている。

### ガンダム4号機
『MSV』の文字設定が初出で、のちに『M-MSV』で新設定とともにデザインされ、ゲーム『機動戦士ガンダム外伝 宇宙、閃光の果てに…』で追加設定とともにリファインされた。ガンダムの通算4番目の仕様で、4号機をもとに改修されている。セカンドロットと区分されることもある。コードネームは「G-04」。
設定の変遷
『ガンダムセンチュリー』（1981年）では、RX-78プロトタイプが8機存在したとされ、ガンダム4-8号機の存在が示唆されていた。
初出である『MSV』（1984-1985年）では、4、5号機はジムの母体となったことと、改修されて星一号作戦でホワイトベース級「サラブレッド」に搭載された（ただし正式な記録は現存していないとされる）ことが記述されたのみで、デザインは起こされていない。
のちに『M-MSV』とされる雑誌『SD CLUB』第9号の連載企画「モビルスーツコレクション 大河原邦男MS最新設定集」（1990年）で5号機とともにデザインされ、掲載小説「ア・バオア・クー攻防戦」では2機の活躍が描かれた。なお、シールドはジム・コマンドと同型のものを装備し（小説の挿絵より）、メガ・ビーム・ランチャーは計画のみで終わったとされている。
さらに、ゲーム『機動戦士ガンダム外伝 宇宙、閃光の果てに…』（2003年）ではカトキハジメによってリファインされた4、5号機が登場した。その際にオプションでコンポジット・タンク・ユニットが追加され、ランドセルのプロペラント・タンクがオプションに変更されている。ゲーム本編、および漫画版のメイン・ストーリーでは従来の設定と異なりア・バオア・クー攻略戦に
漫画『機動戦士ガンダム MSジェネレーション』の設定では、ガンダム3号機「G-3ガンダム」を開発母体とした次期構想機の開発「G-4計画」があったとされる。「G-4計画」において複数の部署で同時に開発された機体として、空軍中心の機体がガンダムGT-FOUR、宇宙軍中心の機体がガンダムNT-1とされる。陸軍の全身火器の重火力型および海軍の水中専用型は、プランのみといわれる。この「G-4計画」とガンダム4号機が混同されることがあったが、同書にその記載はない。後のウェブ企画『プロジェクトペイルライダー』における開発系譜図で、初めてガンダム4号機と5号機が「G-4計画」の関連機体とされるようになった。なお、ウェブ企画『A.O.Z Re-Boot』では、6号機も「G-4計画」の関連機体とされている。
ウェブサイト『魂ウェブ』の企画「MS開発秘録」（2022年、協力：小田雅弘）では、ジャブロー基地に残されたRX-78-2仕様（一部78-1仕様）の4-8号機はFSWS計画の対象母機として運用が決定し、うち78-1の初期構造設計機として製作された4号機は機体容積に余裕があるためヘビーガンダムに転用されたとしており、従来設定とは異なる。ただし、同企画の「ガンダム開発系譜」では、系統図でG-3ガンダムから従来設定のガンダム4-7号機が連なっている。
設定解説
4号機は素体のままジムの母体となるが、連邦軍はソロモンやア・バオア・クーの攻略、ひいてはジオン本国侵攻の主戦力として、5号機とともに宇宙戦仕様として改修することを決定する。RX-78-2仕様を基本に（マグネット・コーティングは標準装備）、ランドセルを換装、スラスターやプロペラントを増設することで、機動力が40パーセント程度アップしている。また、オプションとして両肩にプロペラント・タンクとスラスターが一体化したコンポジット・タンク・ユニットと、ランドセルにプロペラント・タンクを追加することで稼働時間も延長され、要塞攻略戦など長時間に渡る戦闘において多大な戦果が期待されている。コア・ブロック・システムは代替となるコクピットの射出機構の完成やコストの問題から不採用となり、そのために空いたスペースを冷却システムに転用することでジェネレーターも強化され、より強力なビーム兵器の使用が可能となっている。
4号機はメガ・ビーム・ランチャーを装備するために、さらなるジェネレーターと冷却システムの強化が施されており、そのため胸部インテークの形状が5号機と異なる。しかし、エネルギーCAPの容量不足の問題が解決されぬまま調整が続けられている。塗装は白とグレーを基調に一部が青、インテークやスラスター類などが黄色で塗り分けられている。パイロットはルース・カッセル中尉。
おもな武装
ハンド・ビーム・ガン
「ビーム・ガン・ユニット」とも呼ばれる。両前腕部甲に1門ずつ装備。機体のジェネレーター強化にともない試験的に、戦闘における有効性やコスト、整備性などの検証のために装備される。有効射程は短く、近接戦闘用である。
ハイパー・ビーム・ライフル
型式番号：XBR-M-79H-2
威力はRX-78-2のものに比べ40パーセント向上しており、のちのGPシリーズのものに匹敵するともいわれる。センサー類の刷新により、命中精度も向上している。
メガ・ビーム・ランチャー
4号機の専用装備で、全長12メートルにおよぶ高出力ビーム兵器。本体のジェネレーターのみでは稼働できないため、左腰にエネルギー・ユニット・パックを装着して使用する。
シールド
伸縮機構を持ち、格闘武器としても使用可能。
作中での活躍
原作小説『ア・バオア・クー攻防戦』ではジオン公国軍の試作型MA・ビグロ改との戦闘に勝利しており、無事帰還したと思われる描写がある。
ゲーム『宇宙、閃光の果てに…』ではア・バオア・クーへの増援部隊を撃破するために、4号機専用試作兵器メガ・ビーム・ランチャーを発射した後にメガ・ビーム・ランチャーの補助ジェネレーターである外部パック・ジェネレーターが爆発して大破、旗艦に回収されたものの修理不能であったため終戦までコンペイトウに放置される。パイロットのルースも爆発に巻き込まれ、旗艦への回収後に死亡が確認されている。
また、ifルートが存在し、このルートだとルースが生存し、ガンダム5号機とともにア・バオア・クーのNフィールドに投入され、無事帰還している。この際メガ・ビーム・ランチャーを使用しており、コンペイトウで改良が施された可能性がある。

### ガンダム5号機
出典はガンダム4号機と同じ。ガンダムの通算5番目の仕様で、5号機をもとに改修されている。セカンドロットと区分されることもある。コードネームは「G-05」。
設定の変遷
ガンダム4号機と同じ。
設定解説
5号機は素体のままジムの母体となるが、その後4号機とほぼ同様の改修を受けている。塗装も4号機と同様だが、青の部分が赤になっている。パイロットはフォルド・ロムフェロー中尉。
おもな武装
ジャイアント・ガトリング
5号機の専用装備。当初から4号機との連携が想定されており、4号機のメガ・ビーム・ランチャーが使用できなかった場合に備え、信頼性の高い実体弾兵器の中でも屈指の威力を誇る本武装が選ばれている。また、4号機のメガ・ビーム・ランチャーのチャージから発射までをフォローするため、広範囲に弾幕を張れるよう開発されたともいわれる。口径90ミリ、装弾数3,000発、ケースレス弾を使用し、毎秒50発を発射。左腰に大型のドラム・マガジンを装着し、給弾ベルトで本体に接続する。バレルの焼き付き防止のため、5秒のトリガー・リミッターが施されている。
ゲーム『機動戦士ガンダム外伝 宇宙、閃光の果てに…』で新たに設定された。その他の武装はガンダム4号機と同じ（メガ・ビーム・ランチャーを除く）。
作中での活躍
原作小説『ア・バオア・クー攻防戦』ではジオン公国軍の試作型MA・ビグロ改との戦闘で大破しており、帰還したかどうかは不明である。また、同小説を基にした前述のゲームのIFルートでもア・バオア・クーNフィールドへ投入されたとしている。
ゲーム『宇宙、閃光の果てに…』では一年戦争末期における月面都市グラナダ近郊の戦闘を最後に生還している。

### ガンダム6号機（マドロック）
『MSV』の文字設定が初出で、のちに『M-MSV』で新設定とともにデザインされ、ゲーム『ジオニックフロント 機動戦士ガンダム0079』で追加設定とともにリファインされた。ガンダムの通算6番目の仕様で、6号機をもとに改修されている。セカンドロットと区分されることもある。
設定の変遷
初出である『MSV』（1984-1985年）では、6-8号機はジムの母体となったことと、実戦参加記録は残されていないらしいことが記述されたのみで、デザインは起こされていない。
のちに『M-MSV』とされる雑誌『SD CLUB』第8号の連載企画「モビルスーツコレクション 大河原邦男MS最新設定集」（1990年）でデザインされ、ガンダム4、5号機より先に発表された。
ゲーム『ジオニックフロント 機動戦士ガンダム0079』（2001年）では、片桐圭一郎によってリファインされて登場。また、ビーム・サーベルの装備位置が変更されている。「マドロック」という愛称もこの際に設定された。
設定解説
6号機は素体のままジムの母体となるが、その後2号機で得られたデータをもとに再設計される。ビーム・ライフルのエネルギーを使い切り、再チャージされるまでの火力不足を補うため、固定武装の強化を主眼に改修されている。ランドセルはキャノン砲装備の大型のものに換装され、脚部には可変スラスターが装備されている。塗装は白を基調に、濃紺と黄色で塗り分けられている。カメラアイは『ジオニックフロント』では赤だが、媒体によっては緑になっている。開発責任者およびパイロットはエイガー少尉。
おもな武装
300ミリキャノン砲
ランドセルに2門装備される低反動キャノン砲。
小説版『ジオニックフロント』ではビーム・キャノンとされており、冷却システムの問題から十分な性能を発揮できなかったとしている。のちに出力を70パーセント（それでもジオン公国軍のどんなMSでも一撃で破壊できる威力とされる）に抑え、パワーユニットへの負荷を減らしている。
グレネード・ランチャー
両前腕部甲に装備。4連装で、計8発を装填する。
ビーム・サーベル
脚部の可変スラスターに射出式で内装されているとも、キャノン砲に平行して装備されているともいわれるが、これは時期による違いとされる。
ビーム・ライフル
型式番号：XBR-M79X-C2
再チャージ時間の問題を抜本的に解決するため、エネルギーCAPをカートリッジ化するというコンセプトのもとに開発される。実戦配備には至っていないが、のちのEパック式のさきがけであるといわれる。
実戦では陸戦型ガンダムと同型のビーム・ライフルを携行している。
シールド
ジム・コマンドと同型のものを装備。
作中での活躍
作中ではジオン公国軍のジャブロー侵攻の際に、エイガー少尉の独断で「未完成状態」で初めて実戦投入された。しかし冷却システムの調整が不完全であったため、ジオン公国軍の特殊部隊「闇夜のフェンリル隊」の攻撃で破壊される。小説版ではエイガー少尉が敵に囲まれる事を避けるために、炎上中の艦船を背にして戦うという愚を犯したため、パワーユニットがオーバーヒートを起こし、大破させられる。
修理の際に肩部のアーマーと脚部可変スラスターが追加され、「完成状態」となる。しかし、再度闇夜のフェンリル隊と交戦し撃破される。小説版では、ゲラート・シュマイザーが搭乗する実体弾キャノンや煙幕弾の搭載などで改造されたザクIS型によって撃破される。

### ガンダム7号機
『MSV』の文字設定が初出で、のちに『M-MSV』で新設定とともにデザインされ、ゲーム『機動戦士ガンダム戦記』で追加設定とともにリファインされた。ガンダムの通算7番目の仕様で、7号機をもとに改修されている。セカンドロットと区分されることもある。
設定の変遷
のちに『M-MSV』とされる雑誌『SD CLUB』第12号の連載企画「モビルスーツコレクション 大河原邦男MS最新設定集」（1990年）でデザインされた。フルアーマーガンダム7号機（当時の名称は「フルアーマー3号機」）と重装フルアーマーガンダムは第14号で発表された。
ゲーム『機動戦士ガンダム戦記』（2009年）では、カトキハジメによってリファインされて登場。『M-MSV』では設計段階で終戦を迎えたとされるが、戦後に完成したものとされた。
設定解説
7号機は素体のままジムの母体となるが、その後改修が施される。設計段階で一年戦争終結を迎え、基本フレームのみの段階であったが、宇宙世紀0081年には完成している。
当初からフルアーマーなどのオプション・システムを想定して設計されているため、機体各所にマウント・ラッチや各種インターフェイスのオプション・ポートが設けられている。増加装甲（ファースト・アーマー）を装着してフルアーマーガンダム7号機に、さらにセカンド・アーマーを装着することで重装フルアーマーガンダムとなる。本体にはマグネット・コーティングが施され、試作型の全天周囲モニターが装備されているなど、ガンダムNT-1クラスの機体性能をもつ。ランドセルのメイン・スラスターは6発で、RX-78タイプの構造を積層するように配置することで高い推力と信頼性を確保するとともに、胸部ユニットと一体化したブロック構造により各種追加装備のドッカブル・ターミナルとしても機能する。
おもな武装
ビーム・ライフル
型式番号：XBR-H80-L1
7号機専用に開発された武装。フルアーマーガンダム7号機の背部ビーム・キャノン用のデバイスが採用されており、一年戦争時のものより射程が長く、速射性も向上している。
劇中での活躍
作中では月のマスドライバー基地に向かったジオン公国軍残党を追撃するため、ファントムスイープ隊にペガサス級サラブレッドと共に新たに配備され、重装フルアーマー状態で同基地に向かっていたムサイを撃破の後、基地での最終決戦に挑むことになる。なお、漫画『機動戦士ガンダム戦記U.C.0081 -水天の涙-』では、ジオン公国軍残党シェリー・アリスン中尉の本機の開発への関与が発覚し、機動補正プログラムの使用が禁止されたことから扱いにくい機体となっていた。そのため、機動性の問題を克服する目的でフルアーマーや重装フルアーマーを使用する理由となっていた。

### ガンダム8号機
『ガンダムセンチュリー』および『MSV』で文字設定のみ記載された。『ガンダムセンチュリー』でガンダムの総生産数は8機である旨が記述され、『MSV』では「8号機」の表記が見られる。「ガンダム8号機」（型式番号：RX-78-8）の表記が見られるのは、バンダイ発行の『ENTERTAINMENT BIBLE .42 機動戦士ガンダム MS大図鑑【PART.6 デラーズ紛争編〈上〉】』のMS開発系統図のみである。
設定解説
4-7号機と同様、素体のままジムの母体となっており、実戦参加記録なども見つかっていない。

## 『機動戦士ガンダム THE ORIGIN』におけるガンダム
漫画・アニメ『機動戦士ガンダム THE ORIGIN』では原作アニメと異なり、一年戦争開戦以前からガンキャノン（最初期型）がアナハイム・エレクトロニクスにより開発・生産されて連邦軍で運用されている設定となっている。しかし、対MS戦闘を考慮していないためにジオン公国軍のブグおよびザクIとの史上初のMS同士の戦闘で完敗を喫し、その教訓から同社のMS開発部長テム・レイの指揮のもと、新たに対MS戦に特化したMSとして本機が開発されることとなる。
設定解説
前期型
原作と異なり、固定武装が多い。頭部バルカン砲のほか、左肩口に2連装のショルダー・マグナム、右肩口（開閉式）と左前腕部甲にガトリングガンを装備する。また、オプションとしてランドセル左側に、ザクIIを一撃で撃破する威力を誇る中距離タイプのショルダー・キャノンを装備可能となっている。ビーム・ライフルの形状も原作と異なる。
大気圏突入装備はもっておらず、突入の際はシールドで摩擦熱を防ぎつつホワイトベースの陰に入ることで成功させている。また、コア・ブロック・システムも搭載されていない。
中期型
2号機はジャブローで徹底的なオーバーホールを受けるとともに、若干の仕様変更がおこなわれる。コクピットはコア・ブロックとなるコア・ポッドに換装され、生残性の向上が図られるほか、システムの安定性も向上している。ほかに、ガトリングガンが両肩口に装備され（左前腕部甲は撤去）、肩アーマーにフックを追加、ビーム・ライフルも原作と同型のものになっている。
劇場アニメ『機動戦士ガンダム ククルス・ドアンの島』に登場する機体もこの仕様であり、型式番号も "RX-78-02" とされる。
後期型
2号機がモスク・ハン博士によってマグネット・コーティングを受けた際には、それだけでなく機体各部に宇宙戦闘用の高機動バーニアが追加されている。ランドセルのバーニアも追加され5発になっている。
劇中での活躍
漫画版の作中冒頭では、2機がサイド7で機体のテスト並びにパイロットの訓練をおこなっている。アムロが搭乗する機体は従来設定と同じく2号機であり、塗装もトリコロールであるが、大河原によって改めて設定画が描かれており、細部が原作版と異なる（後述）。正規パイロットのウィリー・ケンプ中尉は搭乗前にザクIIの攻撃に巻き込まれ死亡、2号機だけでもホワイトベースに搬入しようとするも移送中のレールで立ち往生し、原作同様偶然居合わせたアムロの操縦により起動する。
アニメ版『THE ORIGIN』は原作より前の時代の物語のみであるため本編に実機は登場しないが、アナハイムの社内会議でテム・レイが本機の開発について説明するシーンでは、モニターにCG（前期型と同じ）が映し出される。また、アニメ版スタッフが試作した、2号機が「大地に立つ」場面を描いたショート・ディレクショナル・ムービー『GUNDAM RISING』がYoutubeで公開されている。
漫画版におけるオデッサ作戦前夜のジブラルタルでのシャア専用ザクIIとの決闘は、スマートフォンゲームアプリ『機動戦士ガンダム U.C. ENGAGE』のイベント「0079ジブラルタル」の一部としてサンライズ制作でアニメ化された。なお、このときの本機は中期型であるが肩のフックがない。

### ロールアウトカラー
2号機の前期型以前のロールアウト時の仕様。テレビ版『機動戦士ガンダム THE ORIGIN 前夜 赤い彗星』の第3弾エンディングで開発風景が描かれ、第12話版ラストの開発スタッフとの記念写真に登場（脚部は未完成状態）。『ガンダムセンチュリー』のRX-78プロトタイプおよびプラモデル「1/144 プロトタイプガンダム」のボックスアートに描かれた「もう1機のガンダム」をモチーフにしており、名称は『MSD』（後述）による。
カラーリングは白とライト・グレーを基調にしており、頭部アンテナはガンキャノン最初期型と同タイプのもの（後頭部に垂直に2本）となっている。ほかに中期型と同じ肩アーマーのフックや、左前腕部甲に前期型との差異が認められる。のちに、ガンキャノン機動試験型で試作されたV字アンテナに換装され、カラーリングもトリコロールに変更される。

### 試作1号機
漫画版に登場する1号機は2号機の前期型と同様であるが、黄色を基調とし、格子状のラインとマーカーが入った衝突実験用のダミーを思わせる塗装となっており、頭部ツインアイはヘビーガンダムのようにバイザーで覆われている。また、ランドセルはショルダー・キャノン装備型に換装されている。
作中での活躍
ヴェルツ大尉が搭乗し、サイド7の工事ブロック（実際は演習場）で訓練中に潜入して来たザクII（C-6/R6型）の小隊と交戦し1機を撃破するが、2機目を至近距離からビーム・ライフルで撃破したため誘爆に巻き込まれ、穴の空いたコロニーの外壁から宇宙へ吸い出されて行方不明となる。
映画館の特設ブースで期間限定公開されたVR作品『-RISING-』にも登場する。

### 局地型ガンダム
メカニックデザイン企画『機動戦士ガンダム THE ORIGIN Mobile Suit Discovery (MSD)』に登場。『THE ORIGIN』ではガンダムは宇宙で開発されているものの地上での運用も想定されているため、同機がサイド7で実働試験をおこなっている時期に、工期短縮のため地球での環境試験を並行して進めていたチームがいたはずだろうという発想をもとに設定された。
設定解説
地球での耐環境試験のために開発された試作機で、試作1号機の余剰パーツと地上で調達されたパーツによって製造される。完成当初は試作1号機と同様のイエローで塗装され、地上試験がおこなわれている。ガンダム試作1号機 (RX-78-01) とは別のチームが担当し、当時、チーム内ではこの仕様を「RX-78[N]」と呼称している。その後、地上試験で不要とされた宇宙用装備が地上用・水中用のものに換装されており、白と紺のツートンカラーに変更され、後世にはこの仕様を分類上「RX-78-01[N]」と呼んでいる。関節部に暫定的に防水用シーリングが施され、ランドセルをハイドロジェット推進器搭載型に換装して、洋上試験がおこなわれている。これら耐環境試験は宇宙世紀0078年に終了し、結果はサイド7に送られ、ガンダム2号機に反映されたといわれる。さらに、ジオン公国軍の水陸両用モビルスーツに悩まされる連邦海軍の提言により、本機の洋上試験のデータからアクア・ジムや水中型ガンダムが開発されている。
劇中での活躍
テレビ版『機動戦士ガンダム THE ORIGIN 前夜 赤い彗星』の第12話版エンディングでは、腕部が取り付けられていない本機が海上で起動テストをおこなう様子が描かれた。
『THE ORIGIN』のスピンオフ漫画『機動戦士ガンダム THE ORIGIN MSD ククルス・ドアンの島』では、黒を基調に一部がオレンジに塗装された「北米戦仕様」が登場。カラーリングはことぶきつかさが担当。地上試験時と同型のショルダー・キャノン付きランドセルを装備している。宇宙世紀0079年10月頃に北米の砂漠地帯で、ジオン公国軍のいくつかの部隊を全滅させている。

### ガンダムFSD
『MSD』に登場。
設定解説
局地型ガンダムのテスト終了後、改めてガンダムタイプの部隊運用を視野に入れ、各種装備や機器の強化・改修を目的に開発された機体。「FSD」は「Full-Scale Development（全規模開発）」の略。局地型ガンダムとパーツを共用しつつ、量産化を前提に再設計され、基本性能と生産性の向上を達成している。外観は胴体部が局地型ガンダムと異なる。ランドセルは局地型ガンダムのロールアウト時および北米仕様と同型だが、ランドセル左側のショルダー・キャノンは携行武装のマウントラッチに変更されている。武装は、小型ビーム・ガンにロングバレルとスコープを組み合わせた試作型ロングレンジ・ビーム・ライフル、フォアグリップ部分をドラム型エネルギーCAPに換装したビーム・ライフル、ランドセル右側のビーム・サーベル、右腰のマガジンからのベルト給弾式と小型ドラムマガジンの弾倉式から選択できる右前腕のガトリング・ガン、局地型ガンダムと同型の小型シールド、新規格の折りたたみ式大型シールド。
本機で得られたデータによってRX計画はさらなる展開を見せ、FSWS計画へと移行してゆく。
作中での活躍
漫画『機動戦士ガンダム THE ORIGIN MSD ククルス・ドアンの島』では、ジャブロー防衛戦でロングレンジ・ビーム・ライフル装備の白い機体と、ガトリング・ガン装備の黒い機体が実戦参加している。

## 『機動戦士Gundam GQuuuuuuX』におけるガンダム
「一年戦争でジオン軍が連邦軍に勝利した」というパラレルワールドが舞台の『機動戦士Gundam GQuuuuuuX（ジークアクス）』では、ガンダム（「白いガンダム」と表記）がシャア・アズナブルに奪取される（型式番号：RX-78-02）。この際の戦闘で、設計データはほぼ失われている。また、MSVのプロトタイプガンダムに似た配色の「01ガンダム（ゼロヒト）」も登場するが、こちらはシャアが奪った白いガンダムによって撃破されている（型式番号：RX-78-01）。
その後カラーリングが変更され、シャアの専用機「赤いガンダム」としてサイコミュと無線誘導端末ビットが装備されている（型式番号：gMS-α）。
また、第12話では「向こう側」の世界からやってきた謎のMSとして『ファースト』の形状に酷似したガンダム（型式番号：RX-78-2）が登場する。

## その他のバリエーション
以下の機体（群）についてはリンク先を参照。
- Gアーマー - 支援戦闘機Gファイターとの合体・分離形態
- ガンダムのBパーツの代わりにガンタンクのBパーツを装着した形態
- 陸戦型ガンダム - 陸戦型ガンダムおよびその系列
- FSWS計画 - フルアーマーガンダムおよびその系列
- ガンダム・ピクシー
- ガンダムNT-1 - ガンダムNT-1およびその系列
- ガンダム開発計画 - ガンダム試作1号機 (GP01) ほか
- アトラスガンダム
- ガンダムGT-FOUR
- ゼファーガンダム

### ガンダム（RX-78F00）
動く実物大ガンダムプロジェクト「GUNDAM FACTORY YOKOHAMA」で設定された機体。
デザイン上の特徴としては、全体的にシャープとなった形状や、肩や肘、膝などの関節部にホイールなどの張り出しが存在すること、股と脛の長さが均一なことなどがある。実物は全高18m、重量25t。
設定解説
一年戦争後、極東アジア地区YOKOHAMAで保管されていたものが大量に発見されたRX-78タイプの各部パーツをもとに、研究と分析を目的として地球連邦軍関連施設「GUNDAM FACTORY YOKOHAMA」にて再構成された機体。パーツに関しての記録は残されておらず、未発見のパーツや資料も存在していたため、実質的に新型MSの開発と同様のプロセスを経て、約2年の研究・開発期間の後に起動実験が行われることになる。その後、ミノフスキー・フライトの稼働試験や、高機動型ガンダムの復元機に換装しての試験運用が行われた。

#### ガンダム（RX-78F00/E）
「2025年日本国際博覧会」（大阪・関西万博）にてバンダイナムコホールディングスが展示する「GUNDAM NEXT FUTURE PAVILION」で上映予定の完全新規映像『GUNDAM: Next Universal Century』に登場。設定スペックは全高（指先まで）16.72メートル / 頭部高12.31メートル / 総重量49.1トン
無補給状態におけるMS単独の長期間宇宙活動を目的とした、再生可能エネルギー運用実証試験機。巨大な翼のような太陽光発電セル群とモジュール式大容量電力アキュムレーターを複合した「EX-001 グラスフェザー（ガンダム跳躍再帰性煌光群）」を背部に装着する。セル群の後部にはアキュムレーターの脱着を補助するマニピュレーターも併設されているほか、MSから分離したフェザー単体を自律飛行させることも可能となっている。

### ガンダムEX
2024年10月に公開されたフルCGのWebアニメ『機動戦士ガンダム 復讐のレクイエム』に登場。ジオン公国軍側の視点を描いた本作では、連邦側の強大な宿敵として描かれており、高性能とビーム兵器をもってジオンMSを圧倒する場面が多い。「機体の開発資料が大戦の混乱で破棄された」という設定から詳細は不明であるものの、ガンプラの解説書などにある型式番号のRX-78(G)Eや、機体解説にある「開発ベースと思しきRX-78…」という、RX-78との関連をうかがわせる表記がされている。

## 出版・模型媒体のガンダム

### パーフェクトガンダム
宇宙世紀を舞台とする作品ではない漫画『プラモ狂四郎』の主人公の京田四郎が作中でスクラッチビルドによって製作した模型作品として初登場し、同時期に展開していた『MSV』の一環としてもプラモデル化された。『MSV』ではあくまで『狂四郎』のものとして宇宙世紀の設定とは関連させていないが（ただし、本機をベースにデザインされたフルアーマーガンダムが宇宙世紀の機体としても設定されている）、のちに発行された書籍では連邦軍が情報操作用に制作したCGによる架空の機体としているものもある（型式番号：PF-78-1 / RX-78）。
設定の経緯
もともとはテレビシリーズに原画マンとして参加していた板野一郎が仕事の合間に描いた落書きで、パーフェクトジオングとの近接戦が描かれていたが、この時点で両者ともデザインはほぼ完成していた。
『狂四郎』では、増加装甲は機体と一体化しており脱着不能であったが、『MSV』としてプラモデル化される際に小田雅弘によって一部デザインが見直され、1/100スケールキットでは装甲が脱着可能となった。後にカトキハジメによって再度リファインされたものが、「GUNDAM FIX FIGURATION」「SDガンダム BB戦士」各シリーズで商品化された。なお、「BB戦士」ではオリジナルの要素として、頭部に装着する「ヘッドギア」と支援メカである「Gキャリアー」が設定されている。
設定解説
ガンダム本体と同様のトリコロールを基調とした増加装甲を胸部・肩部・腰部・下脚部に装着し、右腕部に直付け式の2連装ビームガン、背部には大型のパックパックとそれに直結した肩部大型キャノン、左腕部に装着されたシールドにはビーム・サーベルを3本と機雷投下ユニット、脚部増加装甲にはスラスターを追加するなど、さまざまな武装を施している。ただし、『狂四郎』では推力は強化してあるものの重装備なだけに鈍重な機体であり、同巻で対戦した軽装なセミアーマードガンダムの運動性能に翻弄され、惨敗している。また、その反省から後継機としてパーフェクトガンダムII（フルアーマーガンダム）、パーフェクトガンダムIII（レッドウォーリア）、HCMパーフェクトガンダムも製作されている。
劇中での活躍
ガンプラを題材とした2013年のテレビアニメ『ガンダムビルドファイターズ』の最終話では、クライマックスの場面で主人公の父親、イオリ・タケシのガンプラとして登場し、主人公を援護する場面が描かれた。わずか数秒ではあるものの初出から30年越しにテレビアニメへ登場したことから、Twitterのトレンドワードとなったり、『プラモ狂四郎』の原作者であるやまと虹一が個人ブログでイラストを添えたコメントを寄せたりするなど、大きな反響があった。なお、この場面の原画は同アニメに原画マンやメカニック作画監督としても参加していた大張正己によるものである。

#### パーフェクト・ガンダム（サンダーボルト版）
漫画『機動戦士ガンダム サンダーボルト』に登場。陸戦仕様のサイコ・ザク マークIIを宇宙仕様にするため、装甲やパーツをジオン残党軍が隠匿していたガンダム（イオ・フレミングが搭乗していたフルアーマー・ガンダムそのもの）の物に換装した機体。
サンダーボルトのフルアーマー・ガンダムの物に換装しているが、カラーは従来のガンダムと同じトリコロールになっている。

### ガンダム (Ver.ka)
雑誌企画「ガンダム・センチネル0079」に登場。
いわゆるアニメ版のガンダムの解像度をあげたもの。1989年、当時最新のガンダムであったガンダムNT-1アレックスのデザインを見た、あさのまさひこの「ガンダムとアレックスは実際は同じ機体なのでは?」という発想から、カトキハジメが「アレックスのデザインから逆算したRX-78 ガンダム」としてデザインしたものである。そのため頬当てや鎖骨部のダクト、腰のアーマーの形状やヘリウムコアの形状などアレックスのデザインとの共通点が見られる。さらに、対ジオング戦での、ラストシューティングを既存のガンプラのように肩ブロックを回転しないで大河原邦男のめぐりあい宇宙のイラストのように可能にするために、肩装甲が展開して腕が真上にあげられるデザインが考案され、テレビ版初期や映画版で安彦が原画を描いたRX-78にも多大な影響を受けている。モデルグラフィックス誌の『センチネル0079後編』での1カットの為に模型作例が細田剛+高梨令withセンチネルワークスによって製作され、カトキのデザイン画と共に誌面に掲載されファンの注目を集める事となり、「HG 1/144 RX-78 ガンダム」の組み立て説明書イラストやLDパッケージなどで、胸部ディテールなどが一部簡略されて掲載された。また『ガンダム・センチネル0079』に登場したジム後期生産型はガンダムのデザインが完成後に逆算的にデザインされた。
Ver.ka(バージョンケーエー)と称されるようになったのは、Bクラブがガレージキットとして発売する際、当時バンダイとモデルグラフィックスがセンチネルの版権問題で揉めており、「ガンダム･センチネル」の名称を使用できなかったため、苦肉の策として、センチネル連載当時にカトキが読者投稿コーナーなどでの自身のコメントであると示す為に使用されていた「ka」という表記を使用した事が発端である。その後、数多くのガレージキットメーカー、および個人ディーラーなどの手によって幾度となく立体化されるのみならず、バンダイのプラモデル「マスターグレード」と完成品TOY「GUNDAM FIX FIGURATION」でも立体化された。
ゲーム『機動戦士ガンダム外伝 宇宙、閃光の果てに…』に登場したガンダム4・5号機はVer.kaを基にデザインリファインされており、マスターグレードガンダムVer.kaの金型を流用してキット化されている。

### GEEM（ジーム）
『サイバーコミックス』01掲載小説「TOP GUNDAM」に登場（型式番号：RMS-114）。名称は"Gundamtype Experienced Exertion Mobilesuit"の略で、ガンダム系の発展量産機とされる。カメラ・アイはジム系のゴーグル・タイプ。
設定解説
武装は180mm径のエレ・カートリッジ式ビーム・ライフルを携行する。宇宙世紀0089年から部隊配備が開始されている。
作中での活躍
宇宙世紀0082年に設立されたMSパイロット訓練学校「トップガンダム」に在籍するシェイド・ノヴォトニー中尉が搭乗し、ド・ダイIIに乗りバグダッドのジオン残党のスティルスザク3機と交戦、機体にダメージを受けながらも奇策により殲滅に成功する。

### アクア・ガンダム
『SD CLUB』第18-19号掲載のたけばしんごの漫画「シークレット・フォーミュラー 水中型ガンダム」に登場。題名では「水中型ガンダム」だが、作中では「アクア・ガンダム」または「ガンダム」と呼ばれる。同じく『SD CLUB』で発表された（のちにM-MSV）水中型ガンダム（アクア・ジムがベース）と外観に共通点が多く見られるが、肩部などが異なり、作中でジム系がベースであるとは語られていない。武装は右腕のハンド・アンカーは装備されず、ガンダム2号機と同型のビーム・ライフルを携行する。移動の際には小型潜水艦「Gマリナー」に搭載される。
作中での活躍
宇宙世紀0079年12月23日、3機がグリーンランドを出港してのテスト航海を50パーセント消化し、護衛の原子力潜水艦「リオグランデ」と合流してジャブローへ向かう予定であった。しかし合流地点で同艦は既に沈没されており、待ち伏せていたジオン公国軍のユーコン級潜水艦「U-31」のズゴック2機と交戦、隊長の1号機はGマリナーとともに撃沈される。2号機（パイロットはアラン、Gマリナーはデューク）はGマリナーから右腕のみを出し、ビーム・ライフルで1機撃破。3号機（パイロットはマリオン、Gマリナーはロイ）はその後現れたグラブロにGマリナーのメイン・バラストを破壊され着底するが、本機を射出。2号機と連携して残りの敵を殲滅する。なお、2号機と3号機はモノクロながら塗装の違いが確認できる。

### ガンダム量産型
ツクダホビーのシミュレーションボードゲーム拡張キット『トワイライト オブ ジオン』に登場（型式番号：RG-79AV）。
設定解説
ガンダムの簡易量産型で、腰部ヘリウム・コアが除かれ、V字アンテナをもたない。カメラ・アイの形式は判別不能（ユニットのイラストが小さいため潰れてしまっている）。ガンダムと同様にビーム・ライフルとビーム・サーベル2本、ハイパー・バズーカを携行する。生産性が悪く、10数機で生産は打ち切られている。

#### ソロモンエクスプレス
「電撃ホビーマガジン」の雑誌企画『ソロモンエクスプレス』に登場（型式番号：RX-78-2）。
設定解説
ソロモン攻略プランの一つとして極秘裏に検討されていた、RX-78-2の核攻撃用装備。追加装備されるそのユニットは、2発の大型多弾頭熱核反応ミサイル、背部に装着される大型の化学燃料高機動ブースター2基および中型宇宙艦艇のものを転用した熱核反応炉4基、背部の熱核反応炉に直結された大型メガビーム・ライフルと腰部の実験用Iフィールド発生ユニット、上半身に装着される対宇宙塵用の増加装甲、耐核シールドなどから構成されている。
想定されていた運用方式はブースターによる大速力を生かした一撃離脱戦法であり、ソロモンの開口部へ熱核反応ミサイルを発射したのちは、戦域を離脱しつつ全装備を分離し、最終的にはコア・ブロックのみが回収される予定だった。RX-78-2を用いて熱核反応炉1基のみを搭載した状態での加速試験が行われたが、その際にブースターの故障が発生しており、それに加えてあえて南極条約に違反することへの懸念もあったことから実戦配備は見送られ、代わりにソーラ・システムが投入されることとなった。
その後、ソロモンエクスプレス用のユニットはルナツーで保管され、搭載されていた熱核反応弾のみがガンダム試作2号機に転用されたとされている。

#### ホワイトデビル
雑誌企画『ソロモンエクスプレス』に登場。
設定解説
ソロモンエクスプレスと同様に開発されていたG-3ガンダム用の核装備プラン。基本的な装備はソロモンエクスプレスに準じているが、武装はソロモンエクスプレスのものと同型の大型メガビーム・ライフルのほか、2基の核バズーカと6発の熱核反応弾、60mmバルカン砲の砲口を流用した頭部後方のビーム・ライフルとなっており、耐核シールドも2基に増強されている。
ア・バオア・クー攻略用とされていたが、ソロモンエクスプレスと同様に実戦投入は見送られた。

### ハーフガンダム
漫画『機動戦士ゼータガンダム1/2』に登場。
設定解説
ティターンズがガンダムMk-IIを開発する際に、RX-78-2 ガンダムを徹底的に解析するために、各基地に現存するRX-78系の補給用パーツをかき集めて製造した機体。オリジナルのパーツの含有率は52%で、残りは現用機のパーツで補填されており、名称の由来となっている。ただし、この数値は外部装甲も含まれる可能性も指摘されており、実際にどれくらいオリジナルに近かったかは不明となっている（作中では、ジムIIより弱いとされている）。
各スペックはマグネット・コーティング時に記録されたRX-78-2のデータをもとに同等に調整されている。コア・ブロック・システムは装備されておらず、カメラ・アイが緑色で左胸にセンサーが増設されているのが外観上の主な違いである。また、足首のアーマーにはプロトタイプガンダムのようなスリットが確認できる。武装は頭部バルカン砲とビーム・サーベルのほか、Mk-IIと同型のビーム・ライフルを携行するが、シールドは装備していない。
作中での活躍
Mk-IIの完成後は、同機の優秀性を実証するため何度も模擬戦闘をおこなうが、テスト・パイロットのカン・ウー大尉が体を蝕む程の過酷な操縦テクニックを用い、エドガー・エドモンド・スミスが搭乗する最新鋭機のMk-IIを圧倒し、勝ち続ける。業を煮やしたフランクリン・ビダンは実戦装備での模擬戦を命じ、その際にウー大尉が気を許した一瞬にコクピットを直撃され、撃破される。
宇宙世紀0138年に童話作家シシリア・マディンの遺品より発見された『エドガー・エドモンド・スミスの日記』に登場する機体であり、当時の宇宙世紀世界でも実在するかは議論が分かれているとされる。

### ガンナーガンダム
メカニックデザイン企画『MSV-R』で設定された。画稿は『ガンダムエース』誌上で公募された『MSV-R』読者参加企画第2回のグランプリ作品である「ガンダムスナイパータイプ」をもとに、大河原がクリーンアップしたものである。
設定解説
一年戦争終結後に検討された機体で、ガンダムの機動性はそのままに中距離支援能力向上型として開発されている。連邦軍の発注に応じて提案され、フルアーマーガンダムの延長線上にも位置する機体だが、脱着式ではなく本体との一体型として計画されている（設計期間短縮のため、ヘビーガンダムの設計の一部を流用したとする説もある）。メインカメラ前面には開閉式の遮断シールドを装備、これはセンサー作動時に発生する電磁波などの対応策ともいわれるが詳細は不明。汎用性も高く、各種作戦に対応可能な設計であることから、採用機種の有力候補となる。宇宙世紀0080年6月には情報が解禁され、ジムをベースにモックアップが製作されている。しかし、すでに完成していたガンダム6号機でカバーが可能と判断され、同年末には開発が中止される。塗装は濃淡グレーと青を基調とする。
なお、本機の装備を脱着式にしたフルアーマー・ガンナーガンダムが一年戦争末期に実戦参加したとも言われる。
おもな武装
ビーム・ライフル
本機専用の長距離射撃用火器で、戦後に接収したジオン公国軍のビーム・ライフルの解析により得た技術の一部を転用して開発されたと言われる。本機の右側頭部の複合センサーを併用することで、連邦軍の巡洋艦の主砲と同程度の精密射撃が可能。出力は通常のビーム・ライフルの30パーセント増が予定されている。
ビーム・サーベル
ランドセルにマウント部を設けられなかったため、脹脛部両側面に開閉式の収納スペースを設けている。
センサー・ポッド
ランドセル上部に装備。最新の電子装備により、ミノフスキー粒子下でも弱電波を受信可能となっている。索敵のほか、ジャミングも可能。

### RUST（ラスト）
漫画『機動戦士ガンダム ラストホライズン』に登場。ジオン公国軍が入手した連邦軍のMSのパーツから制作した試験機。

### ガンダムG40（Industrial Design Ver.)
2020年、「機動戦士ガンダム40周年記念 ガンダム×KEN OKUYAMA DESIGN×LDH JAPAN“G40プロジェクト”」として制作・公開されたスペシャルWEBムービー（通称『ガンダムG40』）に登場。2019年12月には、このプロジェクト用にリ・デザインされたガンダムの設定を基にしたガンプラも販売された。（以下、リ・デザインされたガンダムを「G40」と呼称）
※ 以下の記述のソースは右記出典のリンク先を参照。
プロジェクトの起点は上述のガンダム40周年関連プロジェクトの一つとして、マイルストーン的なガンダムのプラモデル（ガンプラ）を生み出そうという事で、バンダイ側が「ガンダムを実在の工業製品としてデザインする」というアイデアを出したことに端を発する。ここから現実社会で実在する工業製品のデザインを多く手掛けている奥山清行（KEN OKUYAMA）の協力を得てRX-78ガンダム（以下「RX-78」）のデザインを「再解釈」してG40が生み出された。よってG40の諸元や武装は基本的にはRX-78と同一である。
1970年代のリミテッドアニメ映像で動かす事を前提にしてデザインされたRX-78は、その後ガンプラとして立体物として数多の商品化がされた際、各部位の可動に独自の解釈がされるケースが発生。代表的な例としては「腰部のアーマーを可動させて複雑な動作の再現に対応」などが挙げられるが、G40はスペシャルWEBムービーの監督である松尾衡による進言もあり、実際の工業製品と同様の環境で設計し、3DCGで動かしやすいような再解釈が成されてデザインされている。前述した腰部アーマーも非可動となった替わりに人体関節に近づけた球体関節を各部位に採り入れ、人体の動きの基本である「ひねり」の入った動作（大地を踏みしめてビーム・サーベルを振り下ろす　など）が人体に寄り近い形で再現できるという触れ込みになっている。（実際、G40のガンプラはアクションフィギュア並みの柔軟なポージングが可能になっている）
また、WEBムービーではコア・ファイターが変形してコア・ブロックとなりガンダムのボディと合体する際、RX-78は垂直に合体するのに対しG40は水平に差し込まれて合体するという差異も確認出来る。

## 『ギレンの野望』のifルートにおけるガンダム
ゲーム『機動戦士ガンダム ギレンの野望』シリーズでは、戦争の流れにおけるif（公式の歴史設定とは異なる架空の流れ）が楽しめるよう作られたため、ルートによっては地球連邦軍以外の勢力でもガンダムの製造が可能となる。

### キャスバル専用ガンダム
ゲーム『機動戦士ガンダム ギレンの野望』に登場。シャア・アズナブルことキャスバル・レム・ダイクンの乗機として製作されたガンダム（型式番号：RX-78/C.A）。
「ニュータイプの理想を実現するべく、キャスバル・レム・ダイクンがネオ・ジオンを率いて決起したら」というIFの歴史に基づいた設定のMS。キャスバルはニュータイプの象徴としてガンダムを用いている。ガンダムの設計図を基にキャスバルに合わせて独自の調整がされており、他のシャア専用機同様、赤を基調としたカラーリングになっている。
性能面では攻撃力などは普通のガンダムより若干上程度だが、運動性と限界が倍近く高く、耐久は若干下と、シャアらしい機体になっている。パイロットが赤い彗星だけに、コア・ファイターまで赤系統のカラーリングとなっている。
なお、ガンダムシリーズを代表するMSとキャラクターの組み合わせということもあり、他の「ガンダム」を題材にしたゲームやプラモデル・フィギュア等で登場することも多い。
また、本機に近い機体としてゲーム『戦士達の軌跡』にシャア専用ガンダムが登場する（形式番号：RX-78 Ver.CHAR）。キャスバル専用と同じくシャアのパーソナルカラーで彩られた点では同じだが、性能は普通のガンダムとほとんど変わらない。ジオン公国製の武器を装備できる。
- ゲーム『ガンダムバトルロワイヤル』では、通常のガンダムに比べて格闘重視のセッティングがなされていて、アクションにおいてはビーム・サーベルによる斬りではなくキック連発という動作になっている。また、『SDガンダム GGENERATION』シリーズにおいても、武装の中にキックが存在する。
- プラモデルのマスターグレード「RX-78-2 ガンダム Ver.1.5」の成形色替えで発売。一部パーツは成形色の都合でガンダムとパーツ分割を分ける必要があるため、専用パーツが新たに製作されている。また、玩具「ハイコンプリートモデルプログレッシブ」では、地球連邦軍のマークをモチーフとしているガンダムの盾の十字星と腰のVマークを別のマークにした新規造形となっている。

### ガンダム（ティターンズ仕様）
ゲーム『機動戦士ガンダム ギレンの野望』に登場（型式番号：RX-78T）。
「宇宙世紀の史実よりも早くティターンズが成立していたら」というifの歴史に基づいた設定のMS。ティターンズカラーである濃紺に塗装されているのが特徴。
同ゲームで登場するキャスバル専用ガンダムに比べ立体化される機会は少なく、わずかに玩具「MIA」の「ガンダム（セカンドバージョン）」、プラモデル「BB戦士」の「ゼータガンダムMSコレクション」、香港バンダイ限定商品「可動戦士ガンダム」の「ティターンズカラーバージョン」程度である。また、『SDガンダム GGENERATION ギャザービート』にも同じカラーリングのガンダムが登場するが、この作品ではティターンズが登場しないストーリーのため「ガンダム・ムラサメ研究所仕様」の名称になっている。

### ガンダム（ジオン仕様）
ゲーム『機動戦士ガンダム ギレンの野望 特別編 蒼き星の覇者』に登場。
「ジオン公国軍がガンダムを鹵獲し、開発していたら」というifの歴史に基づいた設定のMS。深緑に塗装されており、ゲルググと同タイプのシールドを装備しているのが特徴。
また、「ジオン公国軍によって鹵獲されたガンダム」という設定の機体は、ゲーム『機動戦士ガンダム 連邦vs.ジオンDX』にも登場している。

### ガンダム（フル装備）
ゲーム『機動戦士ガンダム ギレンの野望 アクシズの脅威V』に登場。サブタイトルはテム・レイ軍シナリオ時。指導者テム・レイ搭乗。

## 実物大ガンダム
「等身大ガンダム」・「1/1ガンダム」とも呼ばれているが、本節では特記なき場合は便宜上“実物大ガンダム”の名称で統一する。

### 2007年

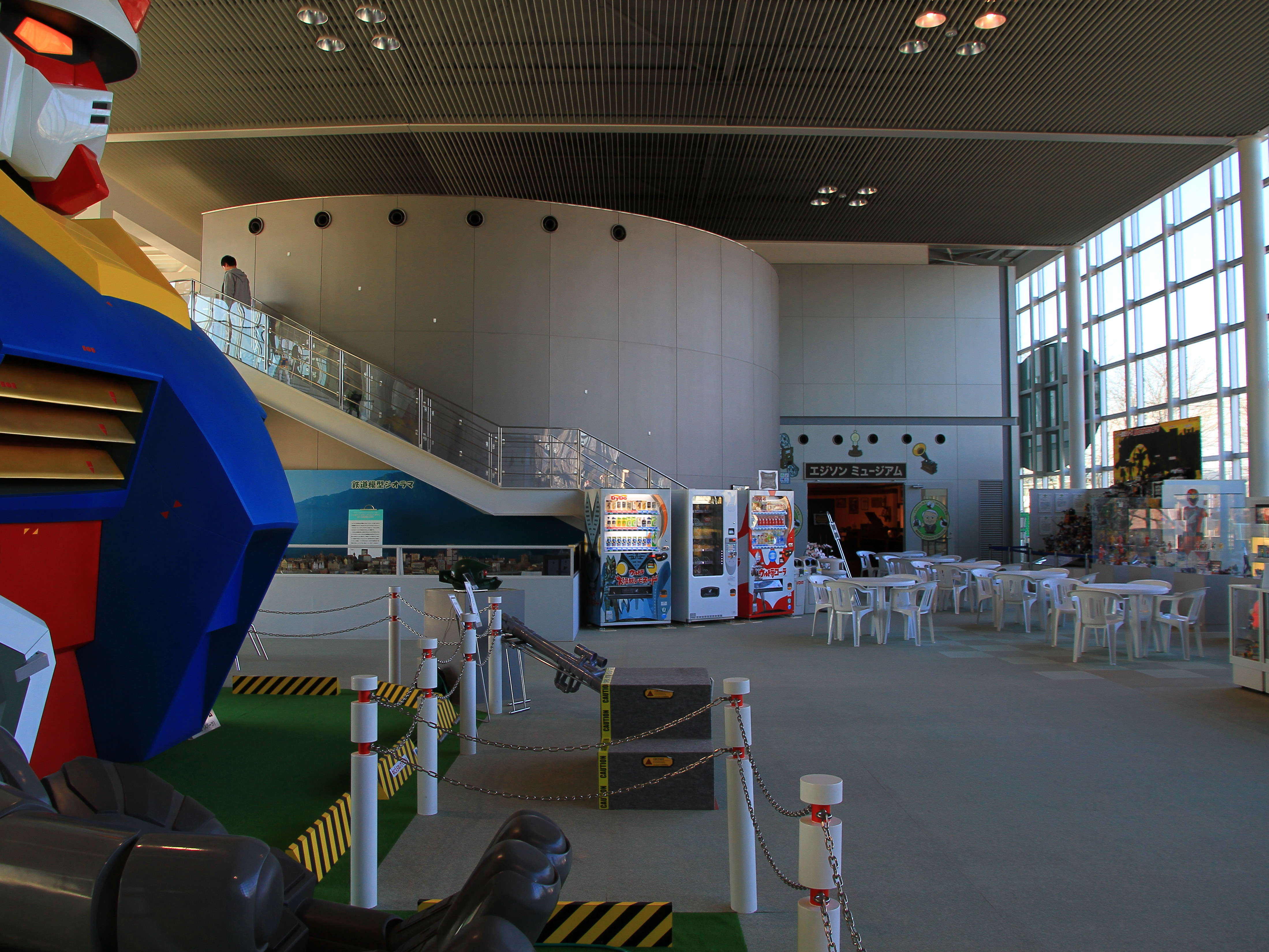
おもちゃのまちバンダイミュージアムの原寸大ガンダム胸像

原寸大ガンダム胸像
千葉県松戸市のバンダイミュージアム内のガンダムミュージアムに原寸大ガンダム胸像（上半身+右腕 / 約5.6メートル）が作製、展示された。バンダイミュージアムの移転とともに現在の栃木県のおもちゃのまちバンダイミュージアムに移動され、エントランスホールに展示されている。
- おもちゃのまちバンダイミュージアム公式WEBサイト

ガンダムクライシス
富士急ハイランドのアトラクション「ガンダムクライシス」に乃村工藝社の作製による1/1ガンダムの全身モデルが横たわる形で作られた。世界初の1／1スケールフルボディ“実物大ガンダム”というふれこみでガンプラのPGガンダム準拠のデザインだった。
- 「GUNDAM CRISIS」ガンダムクライシス ｜ 富士急ハイランド ミッションクリア型アトラクション

### 2009年 お台場公開
基本構造は鉄骨フレームにFRP製の外装を被せた物で、スケール相応のディティール造形やマーキング、首の可動やミスト放出などのギミック、各部の電飾など非常に凝った造りで、ガンダムクライシス版同様、乃村工藝社の作製および設置。
2009年に建造され同年に一般公開されたあと、2012年までは常時設置されず、何回か場所を変えて公開された（詳細は場所ごとに後述）。これはガンプラの技術を応用する事で分解・再組み立てが容易なように設計されているため、イベント的な展示に最適だという事情も加味されている。なお分解状態では大型コンテナ25個分に収まり、保管や輸送もしやすい。過去数回ほど一部パーツのみの展示も行われている（後述）。

RX-78-2 ガンダム Ver.G30th

2009年、ガンダム放送30周年記念とGREEN TOKYO ガンダムプロジェクトの一環として、東京お台場・潮風公園に立像としては世界初となるガンダム1/1（実物大）モデル（正式名称 RX-78-2 ガンダム Ver.G30th）が“建立”され、同年7月11日から8月31日の52日間、一般公開された。屋外で立った状態のインパクトは絶大であり、「現実世界にガンダムが出現する」というコンセプトにふさわしいものであった。ただし、この際はあくまで平和とエコロジーの象徴という企画を体現し、手持ち武器は装備していない。2016オリンピック・パラリンピックの東京開催の招致PRを兼ねており、8月1日より公開終了まで、左肩部分のホワイトベースのロゴがオリンピック招致ロゴに変更された。
期間中の来場者数は、当初予想の150万人を大幅に上回り延べ415万人に達し、世間の耳目を集めた。一般来場者は地上からの鑑賞および撮影と足部への接触のみが可能だったが、ガンダム像の肩部にクレーンで昇り、通常では不可能なポイントでの記念撮影ができる権利がYahoo!オークションにおいて売り出され、放送作家の美濃部達宏が260万1000円で落札。また、ガンダムファンである一般の男女カップルが会場にて“ガンダム前婚”を行うなど、多くの話題を提供した。
お台場での公開終了後、ガンダム像はひとまず解体され、後述する静岡で再び大地に立つ日まで保管された。
- GREEN TOKYO ガンダムプロジェクト 〜「ガンダム　緑の大地に立つ」〜（2009年4月18日時点のアーカイブ）
- ガンダム、招致に立つ　左肩に「東京五輪」ロゴ（2009年9月5日時点のアーカイブ）

### 2010年-2011年 静岡公開

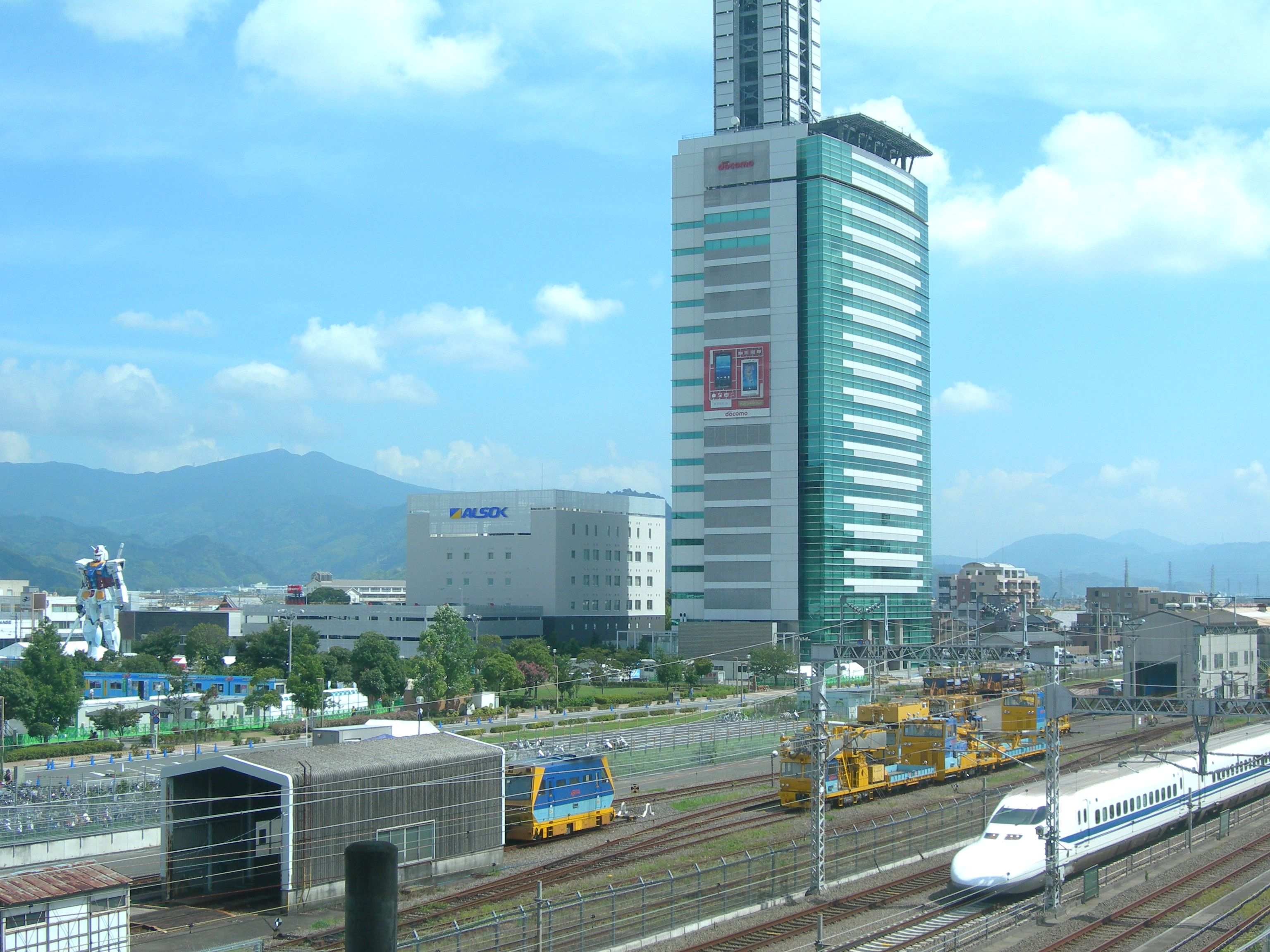
静岡ホビーフェア会場遠景

RG1/1GUNDAM クリスマスVer

様々な話題と経済効果を産んだ実物大ガンダムは、当初その去就は全くの未定とされていたが、2010年初春、日本最大のプラモデル生産地であり、バンダイホビーセンターを擁する静岡市が誘致に成功したと報道。同年3月、“ガンプラ誕生30周年記念イベント”の一環として7月24日より静岡市葵区（JR東静岡駅北側 東静岡広場）で開催される「模型の世界首都 静岡ホビーフェア」会場に実物大ガンダムを設置する計画が発表された。このイベントにおける実物大ガンダムは刀身を形成した状態のビーム・サーベルを右手に持ち、随所をリファインしたニューバージョン（正式名称 REAL GRADE 1/1 RX-78-2 ガンダム）となった。
2010年7月24日から9月30日、12月1日から2011年1月10日の間はギミック等の演出がされる展示や様々な付随イベント、お台場でも好評だった「タッチ&ウォーク」に、グッズ・飲食物ショップも開催。前述の期間以外も、ホビーフェアが終わる2011年3月27日までは展示され観覧は可能であった（好評につき閉幕前10日間もギミック演出を行うこととし、公式発表まではされたが、東日本大震災の影響で中止された）。またホビーフェアの閉幕後も　4月1日までは解体されなかったため、遠巻きながら見学することはできたが4月2日に解体が開始され、4月8日までに展示ステージ以外の部品の解体と搬出が完了。展示ステージの解体も4月11日から開始され4月20日に完了した。
- 静岡ホビーフェア
- RG 1/1 GUNDAM PROJECT
- 機動戦士ガンダム：“実物大”立像415万人動員、目標の2.5倍 今後の行方は?（2009年9月4日時点のアーカイブ）
- 実物大ガンダム 静岡で再び大地に立つ（2009年12月24日時点のアーカイブ）

### 2012年-2017年 お台場・ダイバーシティ東京公開

RG1/1GUNDAM Ver.GFT

2012年、最初に公開した潮風公園に程近いゆりかもめの台場駅そばに新しくオープンする複合商業施設・ダイバーシティ東京 プラザ内のフェスティバル広場に、関節部のディティールとマーキングが異なるマグネット・コーティング後の仕様を再現した、実物大ガンダム（正式名称 REAL GRADE 1/1 RX-78-2 ガンダム Ver.GFT）が展示されることとなった。以前のものと違い、台座がなくなり、主構造の鉄杭を地下数十mに打ち込んでいる。同施設にはガンダムシリーズ30有余年の歴史を特別映像や貴重な資料展示などで体感できるエンターテイメントスペース・ガンダムフロント東京も併設されていた（2017年4月5日に営業を終了、跡地には同年8月19日ガンプラ関連をメインとしたアミューズメント施設「THE GUNDAM BASE TOKYO（ガンダムベース東京）」がグランドオープンした）。
展示期間については以前の展示時と異なり期限を定めず常設状態になっていたが、2016年12月、翌2017年3月5日をもって展示を終了すると発表。展示最終日にはクロージングイベントが催され、富野由悠季が登壇。実物大ガンダムが生み出され展示された事への謝意や今後の展開（後述）への声援をファンへお願いし、約8年に及んだ実物大ガンダムプロジェクトは一先ず一区切りとなった。
なお、2017年秋に新たなる実物大モビルスーツ立像「実物大ユニコーンガンダム立像」が建造され、ダイバーシティ東京に設置された（詳細は随時上記項目先に記載予定）。
- ガンダムフロント東京（2017年4月5日閉鎖）（2017年3月15日時点のアーカイブ）

### 2020年-2024年 横浜・山下ふ頭 実際に動かすプロジェクト
2014年7月9日、サンライズによって設立された一般社団法人「ガンダム GLOBAL CHALLANGE」が、実物大ガンダムを動かす計画を発表。発表時点では技術的な目処が立っているわけではなく、実現のためのアイディアを世界中から募集するという状態で、2019年にその成果を公開する予定としていた。なお、ダイバーシティ東京での「任務」を終えた実物大RX-78-2ガンダム立像は、同企画の検証・参考用として使用された。
その後、2018年11月21日には当初の予定から1年遅れの2020年夏に横浜市の山下ふ頭で動く実物大ガンダムの一般公開を目指すプロジェクト「GUNDAM FACTORY YOKOHAMA」を行うと発表されたが、さらに延期となり開催予定期間は2020年12月19日から2023年3月31日までとなった（日時指定の入場チケット販売制）。2020年11月30日に横浜の山下埠頭にて報道関係者向けに内覧会が実施された。

2023年2月20日、会期が2024年3月31日まで延長となったことが発表された。解体の模様はNHK総合で2025年1月8日放送の『解体キングダム 高さ18m!! 巨大ガンダムを解体せよ』で特集された。
プロジェクト・メンバーとして、石井啓範（テクニカルディレクター）、川原正毅（クリエイティブディレクター）、吉崎航（システムディレクター）などが参加している。
なお、このガンダムは一年戦争後、横浜・山下ふ頭近辺で発見されたパーツを検証のために再構築したという設定で、型式番号は「RX-78F00」とされている。
- ガンダム GLOBAL CHALLANGE
- GUNDAM FACTORY YOKOHAMA

### 2025年 大阪・関西万博

大阪・関西万博の実物大ガンダム像（夜）

2025年日本国際博覧会にてバンダイナムコが出展するパビリオン「GUNDAM NEXT FUTURE PAVILION」内で実物大ガンダムを展示することが2024年6月26日に発表された。2024年3月31日に公開終了した横浜・山下ふ頭のものを再利用する形だが、横浜とは違い動くことはなく左膝を地面について右腕を真上に挙げた固定ポーズとなっている。理由については会場内の建築ガイドラインで規定されている高さを超えないようにすることと、埋め立て地ゆえの地盤の不安定さに対応するためと見られている。
- GUNDAM NEXT FUTURE PAVILION

### パーツのみの展示事例
2009年9月24日から27日まで、頭部のみが幕張メッセで開催された東京ゲームショウ2009のバンダイナムコブースにおいて展示された。
2011年8月13日から21日まで、再びお台場（シンボルプロムナード公園 セントラル広場）に戻り、頭部や右手のパーツ中心とした分割パーツが展示される。右手パーツには実際に乗る事が出来る（ある程度の制限あり）。今回の展示は同年に実物大ガンダムをCG処理して動かすCMを放送したカップヌードル（日清食品）の協賛により実現した。
- お台場ガンダムプロジェクト 2011（2011年8月11日時点のアーカイブ）
- カップヌードル CMギャラリー ガンダム篇 ※実物大ガンダムを使ったキャンペーンCMが期間限定で配信されていた（2011年7月22日時点のアーカイブ）。

## 社会におけるガンダムの認識
リアルロボットとしてのガンダム
リアルロボットアニメの嚆矢と言われる『機動戦士ガンダム』において、主役機であるガンダムはそこまで大きな役割を果たしたわけではなく、ザクがその斬新さや革新性を担っていた。主役機のガンダムは作品を牽引する主力商品であるため、従来の玩具を買う購買層である児童に向けた訴求力が必要で、デザインにもある種の妥協と保守性が要求された。当初から玩具化を前提としており、目が2つあるのも派手なカラーリングなのも、そして実際に商品化された主力製品の玩具がいかにも「玩具」という様々な武器が満載だったのも、それが理由だった。それでも、従来は「売れない色」と言われてアクセントとしてのみ使われていた白色の多用、必殺技や技の連呼の廃止、設定による様々な理由付けなど、作品のコンセプトに合わせた対応も施されていた。その結果、リアルな世界観の中で中途半端な存在になったが、これがのちに「何でも許容できる」という作品のキャパシティにつながったともいえる。
現在はガンプラの対象年齢が上がったために関係ないが、当時はガンダムも玩具としてSTマーク（玩具安全基準）は無視できない存在だった。デザインの段階から尖っている部分は全て省き、強度も子供が落としたときのことまで考えなければならないなど、通過するための条件がかなり厳しく、自由にはデザインできなかった。
作品がヒットしてブームになるにつれ、熱心なファンたちからその中途半端なデザインが「リアルではない」「子供だまし」などと問題視されるようになり、その結果、ザクをはじめとする「リアル」なジオン公国軍側MSの求心力が高まった。その一方で、ブームの後追いとなる未就学児童や小学生などの低年齢層のファンは、ザクの革新性などにはあまり関心がなく、放送後に発売されたガンダムのプラモデルは順調に売れた。コアなファンには中途半端に見えたデザインも、従来型ユーザーである低年齢層には十分「新しい」姿に映った結果と言える。
兵器としてのガンダム
ガンダムは「近未来の人型兵器」としての認知が高い為、技術指標としてたびたび引き合いに出される。
- 三菱重工が、機動戦士ガンダムを作ったら……就職イベント「MHI Jobcon 2005」を開催

イベントの目玉となる「機動戦士ガンダム開発ストーリー」は、ガンダムを作るという想定で、当社の業務フローをシミュレートする。その時、当社の研究・開発、設計担当は、また製造、品質管理、さらに営業、財務、資材など担当は、それぞれどのような役割を担うのか。迫力のある映像と音響を楽しみながら、多くの社員がアイデアを出し合い、検証し協力し合いながら初めて大きなプロジェクトを完成させていく醍醐味を一人ひとりに知ってもらうイベントとなる。
- 平成19年度研究発表会（公開）〜防衛技術シンポジウム2007〜（2007年12月2日時点のアーカイブ）
  - 防衛省が開発する「ガンダム」の正体とは:ニュース - CNET Japan

防衛省技術研究本部は11月7日、平成19年度研究発表会、防衛技術シンポジウムを開催した。会場では、ネット上のコミュニティーなどでも話題になった「ガンダムの実現に向けて（先進個人装備システム）」をはじめとした研究開発成果が展示された。「ガンダムの実現に向けて」というタイトルで展示を行った理由については「扶桑社が発行する防衛省の公式雑誌『MAMOR』で技術研究本部を特集した際、ガンダムを引き合いに出したことから（開発担当者が）今回の発表でもそのまま使ったのだと思う」（防衛庁広報官）という。ガンダムというロボットのイメージとは異なるものの、先端のITを駆使したこの装備。写真で詳細を紹介したい。
- この展示は『ライフルにカメラを、ヘルメットにアンテナを着ける等して、隊員間の情報を即時にやり取りする』という内容で、人型ロボットやパワードスーツを開発するという類の展示ではない。この名称はサンライズ側の了解無しに使われている。

- 平成22年4月2日　「機動戦士ガンダム、地球連邦軍ジャブローを創ろう」編　第1回 | GUNDAM.INFO | 公式ガンダム情報ポータルサイト

前田建設ファンタジー営業部　建設業の面白さや楽しさを知ってほしい！という思いから始まったファンタジー営業部も、早いものでほぼ十年が経過しました。書籍化は今回で三作目となります。今回のテーマは「機動戦士ガンダム地球連邦軍基地ジャブロー」です。
- からくり人形とロボット　第10回「巨大ロボット、もし作るとしたら…」

もしもガンダムを作るとしたらいくらくらいかかるか、まじめに計算したことがあります。そうすると、材料費だけで800億円弱かかることがわかりました。これは、つくるための人件費、インフラのお金は含めません。材料費と加工費だけです。
- 平成24年4月15日金曜日21時　朝日放送　Oh!どや顔サミット　ロボット工学博士の古田貴之を紹介。彼が800億あればガンダムをすぐに作れると見積もりを披露。
  - Techinsight » 【エンタがビタミン♪】リアル「ガンダム」は製作可能。しかし操縦者は“即死”。
- 平成23年2月17日　自民議員の「ガンダム実現構想」 産業振興としてマニフェストに!？ (1/2) : J-CASTニュース

自民党議員の間でガンダムに象徴される二足歩行ロボットの実現を党のマニフェストに入れようという動きがある。産業振興の一環として国家プロジェクトとして取り組もうという狙いのようだ。既に石破茂政調会長にも提案しているといい、ネットでも話題になっている。
- 平成24年6月28日　自由民主党に依るニコニコ動画内の生放送番組『CafeSta1周年記念“12時間ぶっ続け まるナマ自民党”』
  - 7:58:02～8:44:46「本気で考える自民党ガンダム開発計画」という議論が放送された。出演者は自由民主党衆議院議員の平将明と丹羽秀樹、小説家の福井晴敏。内容は、各人の『機動戦士ガンダム』への思いの他、実寸大の歩くガンダムをどう作るか、どう活かすかというやり取り。
    - 歩くガンダムを作る目的は観光資源として。カナダのナイアガラの滝のような観光名物として人を呼ぶ事が出来る。
    - 動力源としては核燃料の搭載は難しいので、電源プラグを繋げるか燃料電池を載せるかする。
    - 予算は税金ではなく奈良の大仏と同様国民の浄財で賄う。飢饉の最中にもかかわらず聖武天皇が東大寺盧舎那仏像を造ったように、歩くガンダムは国の象徴になる。
    - 立命館大学総合理工学研究機構先端ロボティクス研究センター金岡克弥教授に拠れば、歩くガンダムは今の技術で作れると思う。不整地での二足歩行技術を完成させるには約10億円が必要。
    - 実際にガンダムを作ろうとすれば、例えばベアリングを作る中小企業等、様々な企業が力を発揮できる。生まれた技術は土木事業等にも生かせる。

偶像としてのガンダム
商業施設（テーマパークなど）に作られたガンダムモデル以外にも、宣伝・事業の域を超えてガンダム像が作られることがある。代表例としては東京・上井草駅前に立つガンダムの銅像“大地から”など。
- ガンダムモニュメント、上井草駅に立つ! - ファミ通.com